# Зіген

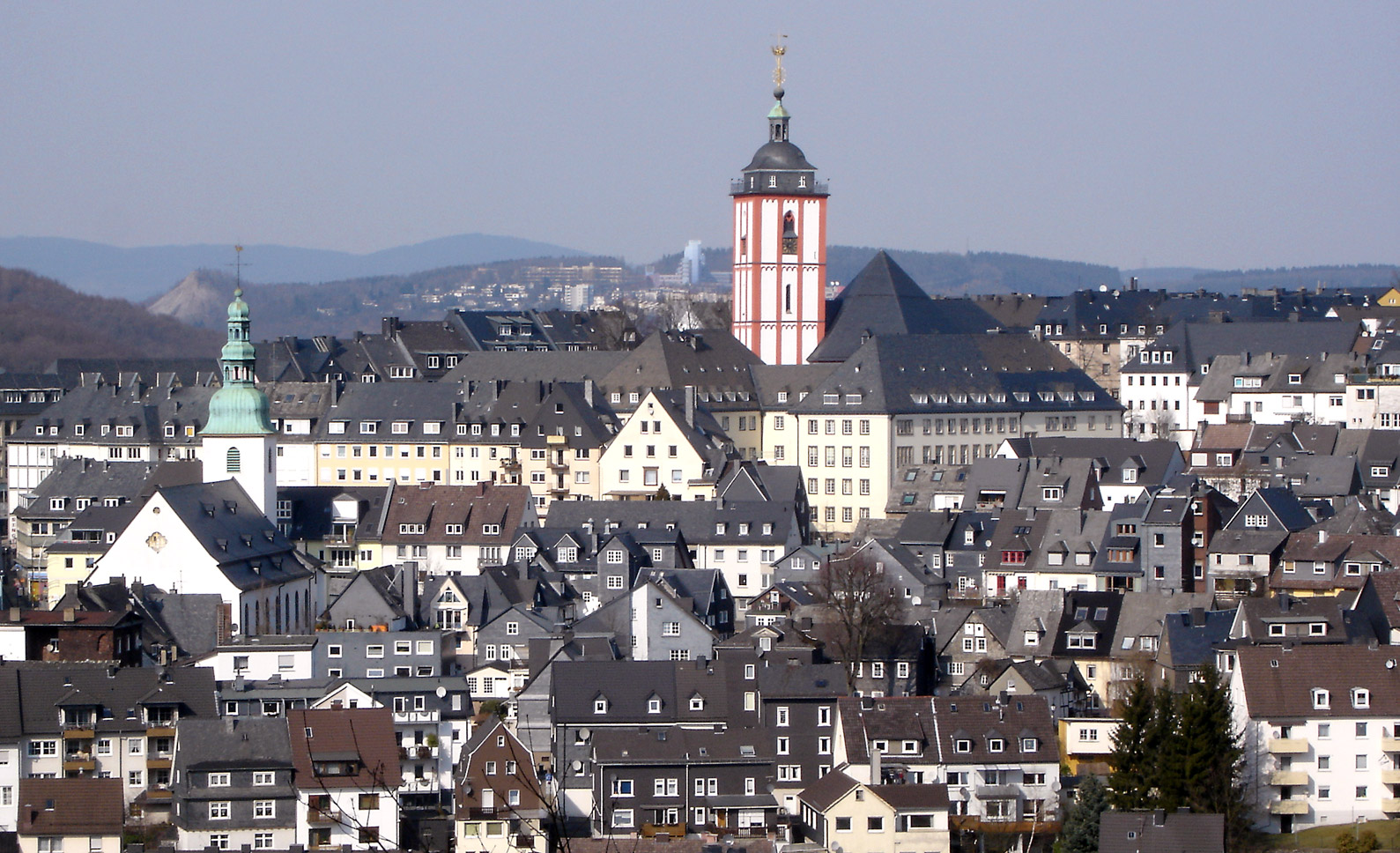
Верхнє місто

Зіген (нім. Siegen) — місто у Німеччині, в землі Північний Рейн—Вестфалія. Центр району Зіген-Віттгенштайн адміністративного округу Арнсберг. Населення — 103 555 жителів. По території міста протікає річка Зіг. Довгий час — центр князівства Нассау-Зіген. Центр залізорудного району Зігерланда. Металургія (феросплави, якісна сталь; тонколистовий прокат), машинобудування, шкірна промисловість. Місце народження художника епохи бароко Пітера Пауля Рубенса.

## Географія

### Географія
Зіген розташовується в улоговині верхнього течії Зіга. У межах міста у Зіг впадають Ферндорфбах та Вайсс. До улоговини примикають численні долини. Навколишні гори вкриті лісом. З півночі регіон межує з Зауерландом, на північному сході — з регіоном Вітгенштейн (частина Ротхааргебірге), на півдні — з Вестервальд, а на заході — з регіоном Вільденбурґська земля. Найближчі до Зігена великі міста: на півночі — Гаген (65 км), на південному сході — Франкфурт-на-Майні (95 км), на південному заході — Кобленц (65 км), а на заході — Кельн (75 км) (зазначено відстань по прямій).

### Гори
У центральному районі Зігена розташовані вісім гір: Гірсберг (358 м), Зігберг (307 м), Лінденберг (373 м), Гойслінг (364 м), Ростерберг (326 м), Фішбахерберг (371 м), Веллерсберг (346 м), Гайденберг (315 м).
Міська територія захоплює й інші гори, як, наприклад, Гільберг або Пфаннеберг на південних околицях Зіґена.

### Розміри міської території

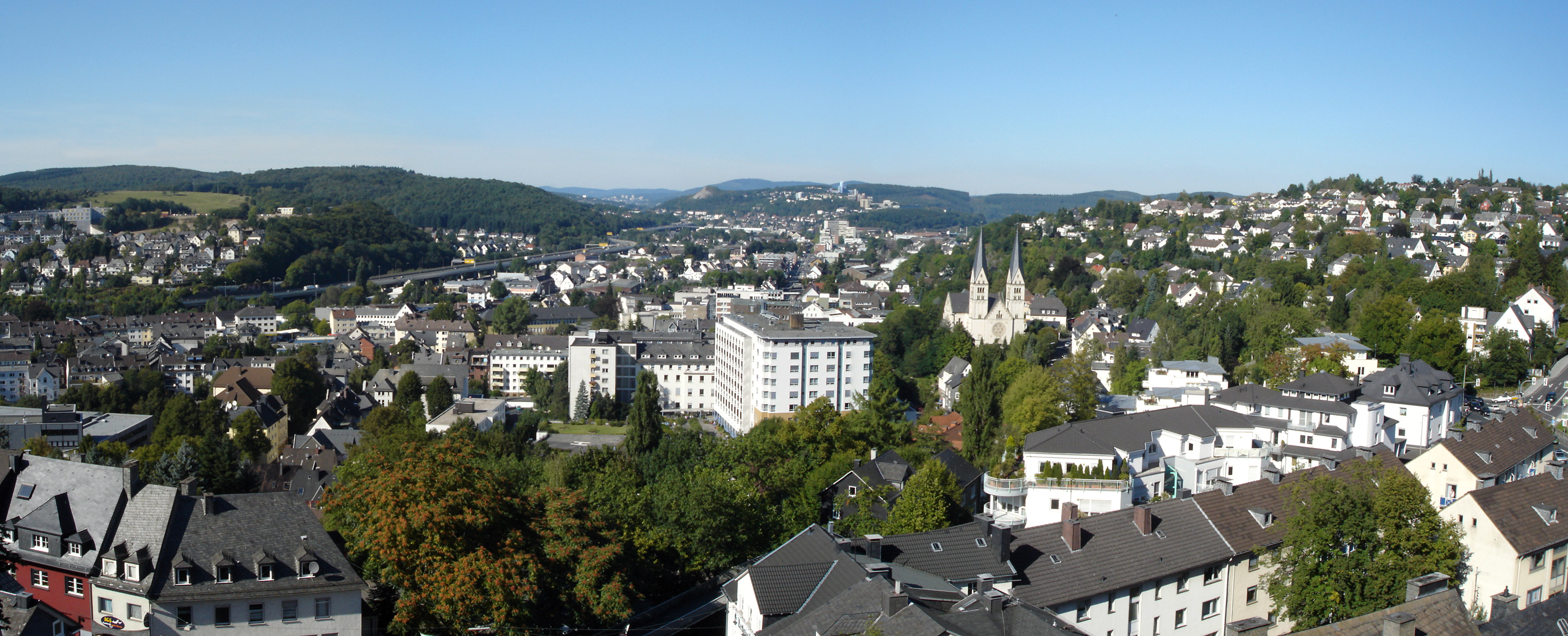
Вид на Зіген

Площа міської території становить 115 км². Максимальна протяжність із заходу на схід — 11 км, з півночі на південь — 12 км. Довжина міської границі — 48 км. Середня висота положення міста — 290 м над рівнем моря. Найвища вершина на території Зігена — вершина гори Пфаннеберг (499 м) на південній околиці міста. Найнижча точка міста — 215 м над рівнем моря — розташована у районі Нідершельден на південно-західній околиці міста та одночасно на кордоні з федеральною землею Рейнланд-Пфальц. Приблизно 51% міської території вкрито лісом. Завдяки цьому Зіген вважається одним з найбільш «зелених» міст Німеччини.

### Сусідні общини та міста
На півночі Зіген межує з містом Кройцталь та громадою Венден (район Ольпе), на сході — з містом Нетфен, на південному сході — з громадою Вільнсдорф, на півдні — з громадою Нойнкірхен, на заході — з громадою Мудерсбах (район Альтенкірхен землі Рейнланд-Пфальц), і на північному заході — з містом Фройденберг.

### Внутрішній устрій міста

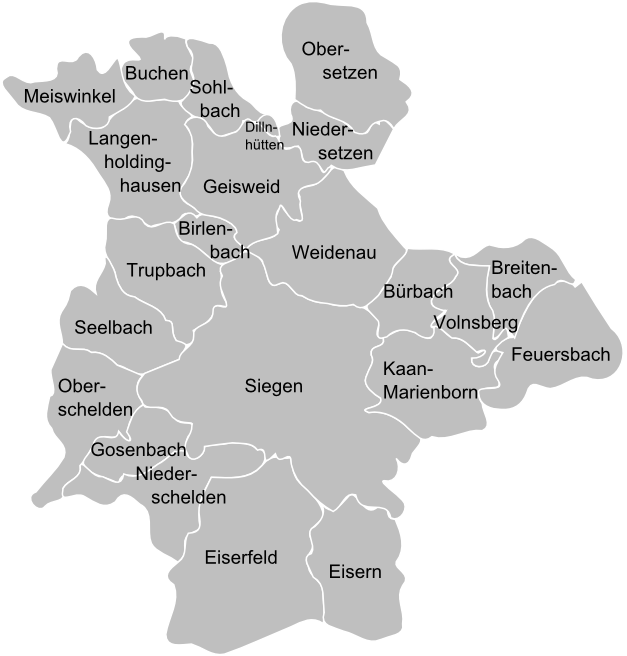
Внутрішній устрій міста

Територія Зігена поділяється на шість міських округів, кожний з яких складається з кількох міських районів. У кожному районі є окружний комітет, що складається з 15 членів з правом голосу і 15 членів без права голосу. Членів комітету призначає міська рада відповідно до розподілу голосів виборців між партіями у відповідних округах на місцевих виборах. Завдання окружних комітетів закріплені у Статуті міста.
Міські райони Вайденау, Гайсвайд, Бірленбах, Лангенхольдінгхаузен, Бухен, Зольбах, Ділльхюттен, Нідерзетцен, Оберзетцен та Майсвінкель у період з 1 липня 1966 року по 31 грудня 1974 року становили місто Хюттенталь. Райони Айзерфельд, Гозенбах, Нідершельден та Обершельден у той же період утворювали місто Айзерфельд.

#### Шість міських округів та райони, що входять до них
- Округ I (Гайсвайд): Бірленбах, Майсвінкель, Лангенхольдінгхаузен, Гайсвайд, Ділльхюттен, Зольбах, Бухен, Нідерзетцен, Оберзетцен.
- Округ II (Вайденау): Вайденау.
- Округ III (Схід): Каан-Маріенборн, частково Старий Зіген (Гірсберг), Бюрбах, Фольнсберг, Брайтенбах, Фойерсбах.
- Округ IV (Центр): райони Старого Зігена, не увійшли до Округа III і V
- Округ V (Захід): Зеельбах, Трупбах, частково Старий Зіген (Веллерсберг, Фішбахерберг, Аксенбах, Ротенберг).
- Округ VI (південь): Обершельден, Гозенбах, Нідершельден, Айзерфельд, Айзерн.

#### Міські квартали
Поряд з поділом міської території на адміністративні райони та округи, існує також традиційний поділ на райони (квартали), межі яких, однак, не мають чіткого визначення. Приклади тому — Верхнє та Нижнє Місто, Хаммерхютте, Лінденберг, Шарлоттенталь, Хаардтер Берг (Університет) та Драйсбах. Такі квартали можуть розташовуватися на території декількох міських районів, як у випадку з Зігхютте, який займає частини районів Зіген-Мітте та Вайденау. Цей розподіл на квартали не має будь-якого адміністративного або статистичного значення. Однак найчастіше цей розподіл має значення для самосвідомості жителів районів. Крім того, традиційні назви районів часто трапляються на картах, у назвах автобусних маршрутів, а також на покажчиках та дорожніх знаках. Так, наприклад, багато з'їздів з міського автобану Хюттентальштрассе названі за іменами відповідних кварталів.

### Клімат
Клімат Зігена визначається його розташуванням на височині. У середньому за рік випадає 1160,8 мм опадів. Таким чином, за кількістю опадів Зіген посідає друге місце серед великих міст Німеччини після Вупперталя. Найвологіший місяць — грудень (137,5 мм опадів), найсухіший — квітень (80,3 мм опадів).
Середньорічна температура становить 8,6 °C. Найтепліший місяць — липень (17,1 °C), найхолодніший — січень (0,5 °C).
Переважний напрямок вітру — південно-західний та західний.

## Історія
Назва «Зіген» походить від кельтської назви річки Зіг. Можливо, вона також пов'язана з назвою кельтско-германських племен сігамбрів, що населяли у дохристиянські часи території Північного Рейну-Вестфалії. Назва річки «Зіг» походить, ймовірно, від кельтського siek (болотистий, топкий — сер.-нім. versickern); інші джерела стверджують, що siek означає «вода, що тече». Перші документальні згадки міста Sigena відносяться до 1079 року. Починаючи з латенських часів у регіоні панувала гірнича справа, що підтверджують численні шахти, що розташовані у цьому регіоні (наприклад, Шторх & Шенеберг, Айзенцехер Цуг, Ноє Хардт).

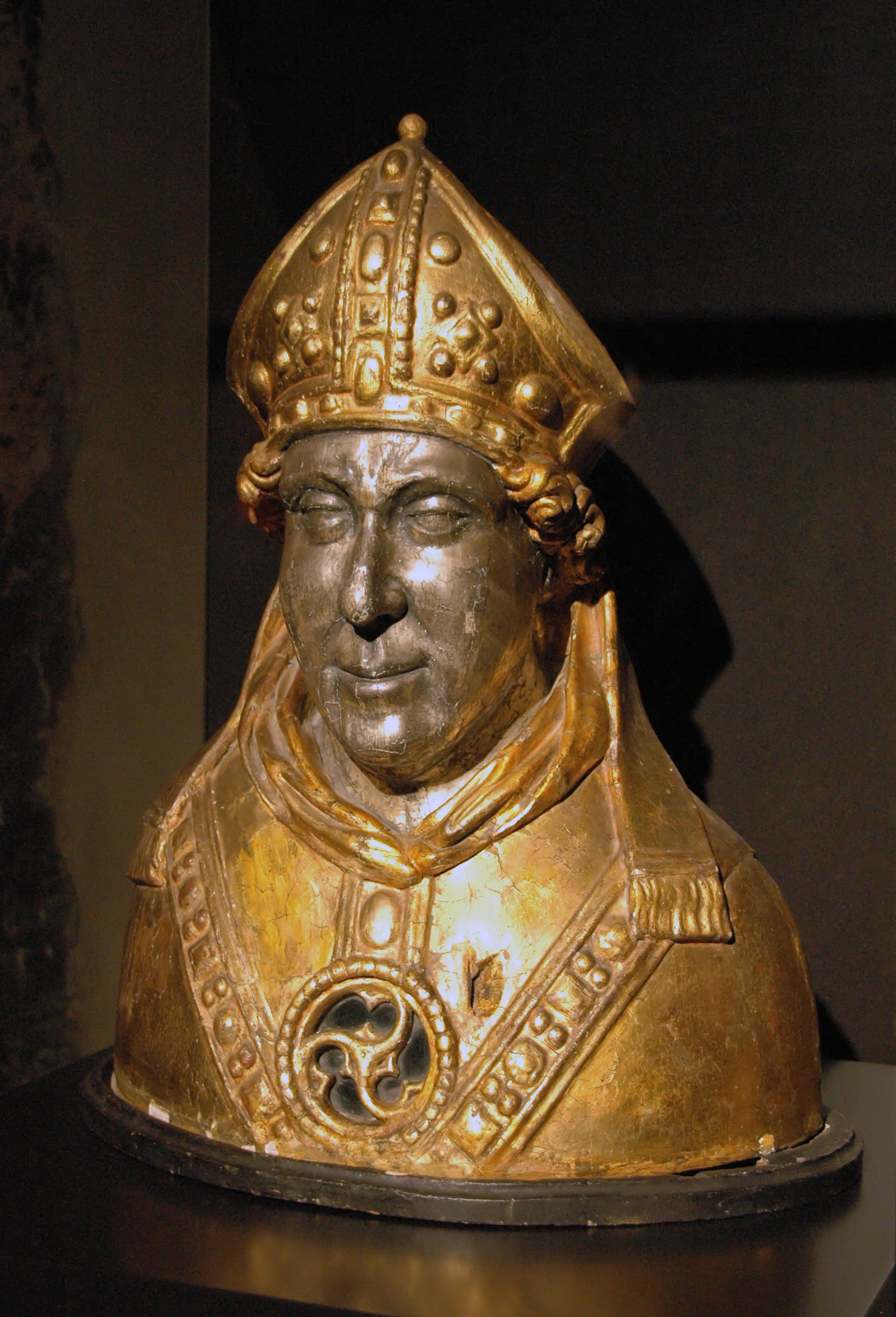
Бюст Святого Енгельберта Кельнського

1224 року Зіген згадується як знову відбудоване місто, яке архієпископ Кельна Енгельберт I передав у співволодіння графу з династії Нассау Генріху Багатому. Можливо, тоді основне поселення було перенесено з долини Вайсса на гору. Доведено, що Верхній Замок до того часу вже було збудовано. 19 жовтня 1303 року Зіген отримав зостське міське право. До 1 лютого 1381 року у міста було два власника, після чого воно повністю перейшло у володіння династії Нассау. Найстаріше зображення печатки відноситься до 25 Березень 1309 року.
У XVI столітті у Зігені були збудовані оборонні системи. Місто було оточене масивними стінами з 16 вежами та трьома воротами: Кельнські ворота на заході, Дубильні ворота на півдні та Марбурзькі ворота на сході. У місті знаходилася фортеця.
Зіген часто страждав від пожеж. Збереглися документальні свідчення про пожежі 16 серпня 1593 роки і 10 — 20 квітня 1695 року. Велика пожежа 16 серпня 1593 року почався у кузні Йоганна Буша на Марбургерштрассе близько полудня, коли більша частина містян була на жнивах за міськими стінами. Від іскор спалахнув льон, через що у найкоротший час були знищені 25 житлових будинків і 15 комор, а ще 11 будинків і 12 комор були серйозно пошкоджені. Друга зі згаданих пожеж розпочалася раннім вечором 10 квітня 1695 року у будинку пекаря Йоганна Дауб на Барштвенде, після чого вогонь рушив геть від міського ринку. Внаслідок жертвами пожежі стали 252 будинки і 52 будівлі, а також Графський Двір Нассау. Роздмухуваний сильним вітром вогонь пересувався по дахах будинків, які майже суцільно були вкриті соломою. Від пожежі загинули 11 людей, переважно похилого віку, яких не змогли врятувати. У вогні також загинули 20 тварин. З цього приводу згадується про послання зі співчуттями від Херборнської Високої Школи Зігена своєї княгині, у якому Зіген описується як «око і прикраса Нассау». 12 квітня 1869 року близько 21 години вибухнула нова пожежа, у якій згорів Зігенський «Клубб» — квартал, що щільно прилягає до церкви Николайкирхе і до ринку. Там мешкало 49 сімей з 200 осіб, з яких ніхто не постраждав.

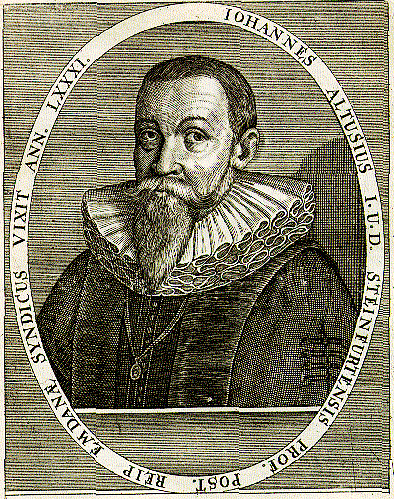
Іоганнес Альтузіус (1563–1638)

1536 року граф Нассау Вільгельм Багатий (1487–1559) розмістив у будівлях колишнього францисканського монастиря педагогіум, нащадком якого є Зігенська Гімназія біля Дубильних Воріт (Gymnasium am Löhrtor). У період 1594–1599/1600 років і 1606–1609 років у Педагогіумі Зігена перебувала Висока Школа Нассау, заснована 1584 року у Херборні (реф. Херборн) графом Йоганном VI Старшим Нассау-Ділленбург (1535–1606), братом Вільгельма Мовчазного, графа Нассау та принца Оранського (1533–1584), і пізніше перенесена до Зігена. Висока Школа, названа на честь свого засновника графа Йоганна VI Іоганнея, була цитаделлю кальвіністської федеральної теології.
Ректором Високої Школи у період її переїзду 1599–1600 років був Іоганнес Альтузіус (Альтхаус) (1563–1638). Цей фахівець з державного права та кальвіністської політичної теорії народився у Діденхаузені (графство Сайн-Вітгенштейн). У його основній праці Politica Methodice Digesta (1603) вперше було систематизовано політичне вчення про станову державу Нового Часу. Ця праця зробила автора одним з провідних німецьких теоретиків держави XVI–XVII століття і батьком-засновником теорії федералізму. Під час свого професорства у Зігені Альтузіус одружився з молодою вдовою Маргаретою Кесслер, дочкою Зігенського скарбника Фрідріха Нойрата (Наурата). З 1604 року Альтузіус був синдиком у кальвіністському Емдені.

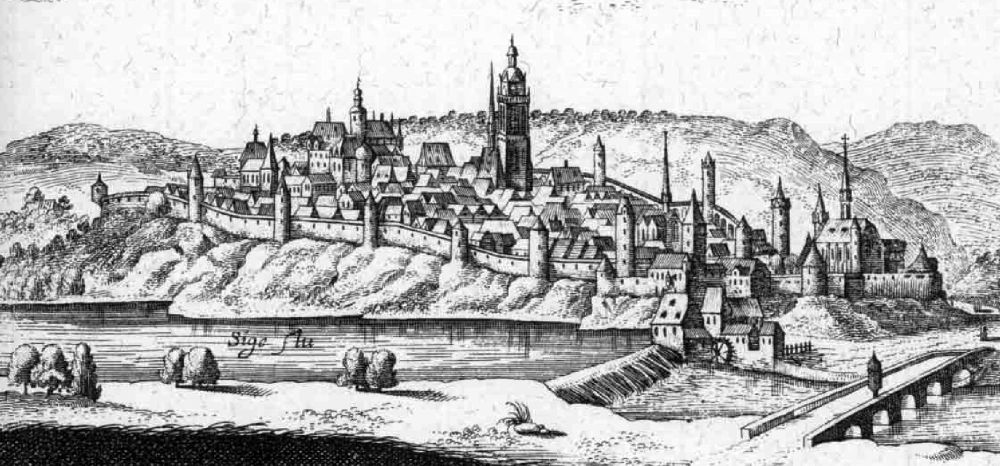
Зіген, 1655 рік

Йоганн Середній (1561–1623), старший син графа Йоганна VI, 1616 року заснував лицарську військову школу у збереженій донині будівлі старого арсеналу на Бургштрассе. На місці старого францисканського монастиря він побудував Нижній Замок. Його син Йоганн Молодший 1612 року знову прийняв католицьку віру і хотів силою нав'язати її містянам. Йоган Мауріц ван Нассау-Зіген, колишній голландський головнокомандувач у Бразилії, скинув його, що призвело до конфесійного розколу Зігерланда.
19 лютого 1673 року місто пережило землетрус. 10 лютого 1679 року війська Оснабрюк обложили Зіген. 15 січня 1682 року долина Зіга серйозно постраждала від повені.
За правління Вільгельма Гіацинта з 1699 року у Зігені почалася міжконфесійна міжусобиця. 29 березня 1707 року містянин Фрідріха Флендера було обезголовлено, після чого Вільгельма Гіацинта було повалено. Останній змушений був тікати з міста. З його смертю 1743 року закінчилася католицька лінія династії Нассау-Зіген. Реформаційна лінія династії завершилася ще раніше, 1734 року, зі смертю Фрідріха Вільгельма, і імператор Карл VI був змушений передати правління принцу Оранському та князю Нассау-Діц. Так Зіген став центром однойменного князівства у складі Оранієн-Нассау.
6 вересня 1777 року було закінчено будівництво моста Лертор-Брюкке у рамках створення першої на заході Німеччини дороги з штучним покриттям Хаген-Ольпе-Кромбі-Зіген.

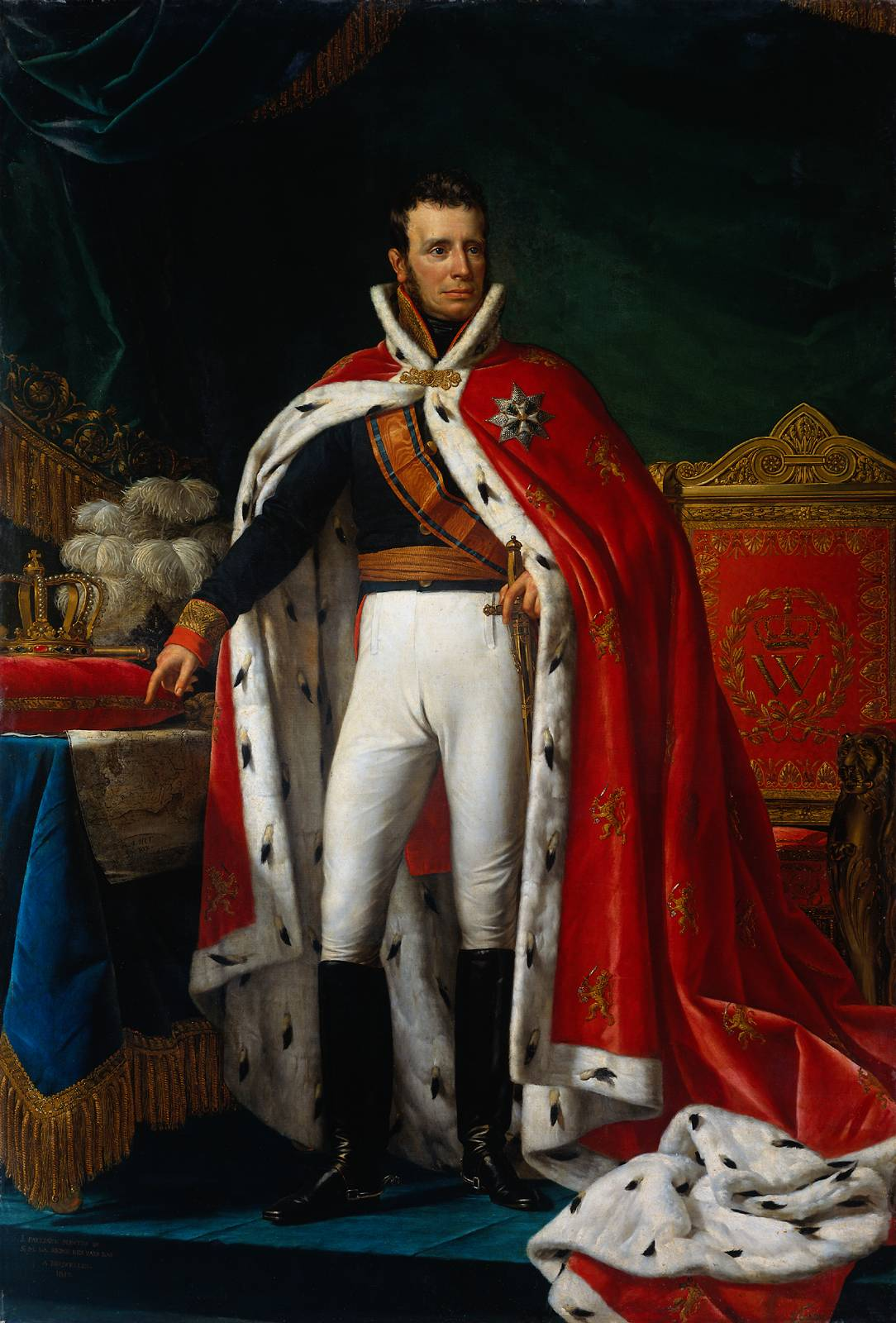
Князь Віллем I

Гірнича справа, основне джерело добробуту регіону, і сільське господарство відрізнялися позитивним розвитком. Князь Віллем I був повалений Наполеоном, коли відмовився вступити у заснований Наполеоном Рейнський союз. Зігерланд став частиною Зігенського Департаменту у складі Великого Герцогства Берг. Після падіння Наполеона 1813 року Вільгельм Фрідріх, король Нідерландів, повернув собі владу над своїми спадковими володіннями, якими він вже 1815 року поступився Пруссії в обмін на Велике Герцогство Люксембург. Місто увійшло до складу Району Зіген, що стало частиною Адміністративної Округи Кобленц (провінція Велике Герцогство Нижній Рейн), а з 1817 року увійшло до складу Адміністративної округи Арнсберг (Провінція Вестфалія).
9 вересня 1875 року у місті на вулицях Зандштрассе та Кобленцер Штрассе вперше застосували машину з прибирання вулиць, запряжену кіньми.
Після приєднання до Пруссії історичні зв'язки регіону з півднем були загублені. Зігерланд виявився прив'язаний до Вестфалії, від якої його досі відокремлювали політичні, культурні, мовні та конфесійні кордони з віковою історією. Під управлінням Пруссії Зіген перетворився на сьогоднішній центр Південної Вестфалії. 1 березня 1923 року місто було виведено з підпорядкування Округи Зіген, отримавши тим самим самоврядування, однак правління Округи Зіген залишилося у місті.
16 грудня 1944 року Бомбардувальне Командування Королівських ВПС Великої Британії піддало центр Зігена масованому бомбардуванню, внаслідок чого місто було зруйноване на 80%. На місто було скинуто 500 фугасних і 50 000 запалювальних бомб. Метою нападу було руйнування важливих транспортних шляхів, бункерів, підземних комунікацій, а також виробничих споруд. У результаті нальоту загинули 348 осіб, з них 260 мирних жителів. Наступний наліт 2 лютого 1945 року завдав Зігену нового серйозного збитоку. До кінця війни місто зазнало ще кількох бомбардувань, останнє з них відбулася 24 березня 1945 року. У підсумку за час війни з 4338 міських будівель з 10452 квартирами були зруйновані або пошкоджені 4096 будівель з 10169 квартирами, що склало понад 90% від житлового фонду міста.
Закон про реорганізацію району Зіген знову включив місто Зіген до складу району. Разом з тим, до складу міста увійшли п'ять незалежних до того моменту комун. Закони прирівняного до району міста продовжували діяти на території Зігена до прийняття Закону «Зауерланд/Падерборн» 1 січня 1975 року, за винятком права виборів місцевого самоврядування. Закон «Зауерланд/Падерборн» об'єднав Зіген і ще 10 громад у новий район Зіген-Віттгенштайн.

### Релігія
Спочатку Зіген належав до території архієпископства Майнцького, до його деканату Арфельд. До XV століття у місті розташовувався монастир жіночого ордена Святої Марії Магдалини. Був також францисканський монастир, який припинив своє існування 1533 року через оголошеної Нассауським будинком реформації. Після цього місто стало спочатку лютеранським, а 1550 року все князівство Нассау навернулося у реформатство. Населення міста становили переважно протестанти. З 1623 року почалася поступова контрреформація, тому близько 20% населення Зігена та околиць повернулися до католицизму. 1626 року у місті з'явився єзуїтський монастир.

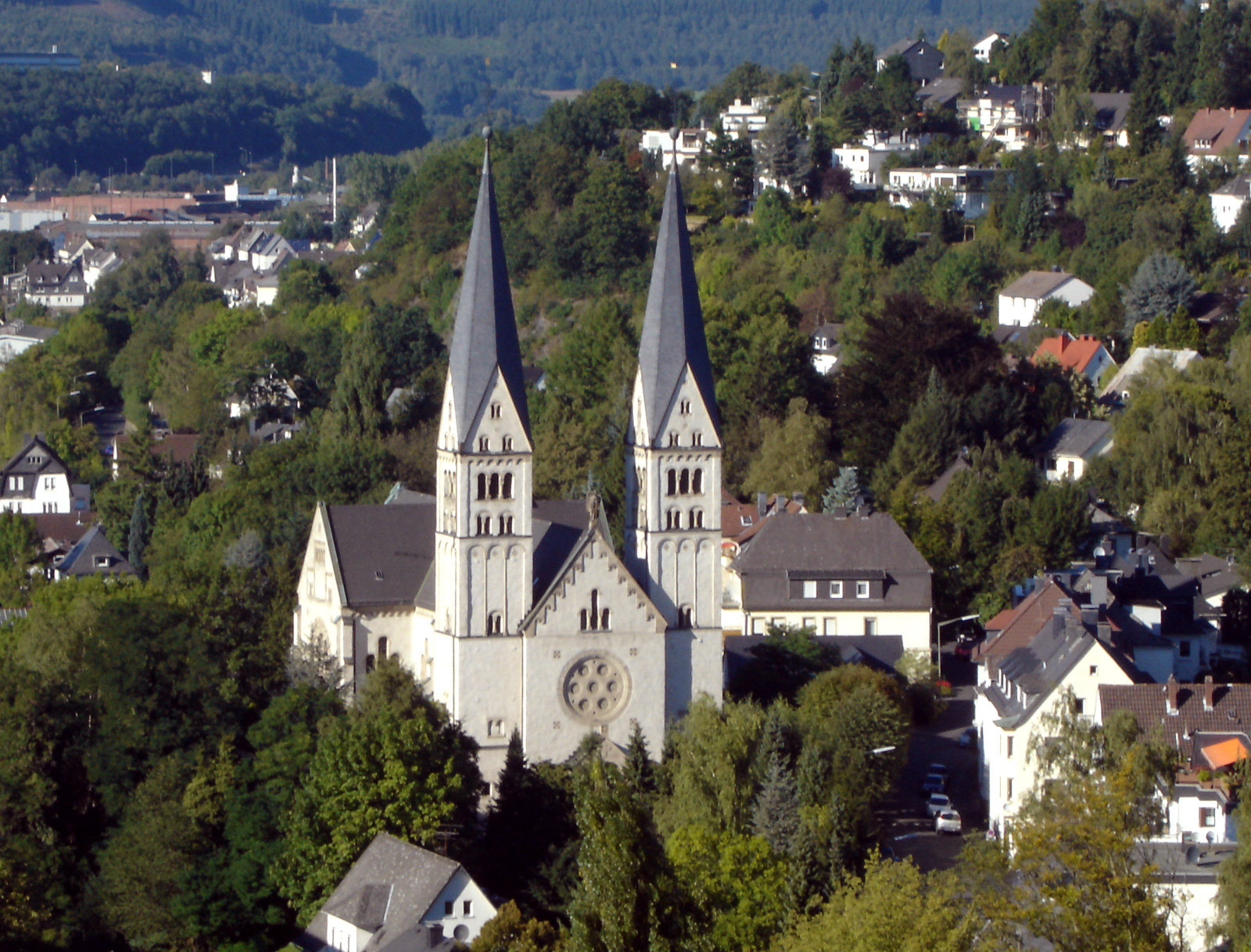
Церква Св. Михайла, Зіген

Після того, як Зіген 1815 року увійшов до складу Пруссії, у місті, як і у всій Пруссії у період 1819–1835 роках була укладена лютерансько-реформатська унія, проте більшість громад міста зберегли свій реформатський характер. Зіген як частина вестфальськоъ Провінційної церкви (сьогодні — Євангельська церква Вестфалії) розмістив у себе окружного суперінтенданта. Сьогодні ця адміністративна одиниця називається церковний округ, до якого належать всі церковні парафії регіону за винятком вільних церков. Церковний округ Зіген охоплює всю територію Зігерланда та Ольпе.
Католицька церква Зігена після Реформації відносилася, як і раніше, до Майнцького Архиєпископства. Після реструктуризації католицької церкви на початку XIX століття Зіген потрапив у підпорядкування Падерборнського єпископства та розмістив у себе окружний Синод (сьогодні — деканат), якому належать всі католицькі громади округи. 1929 року Падерборнське Єпископство отримало статус архієпископства.

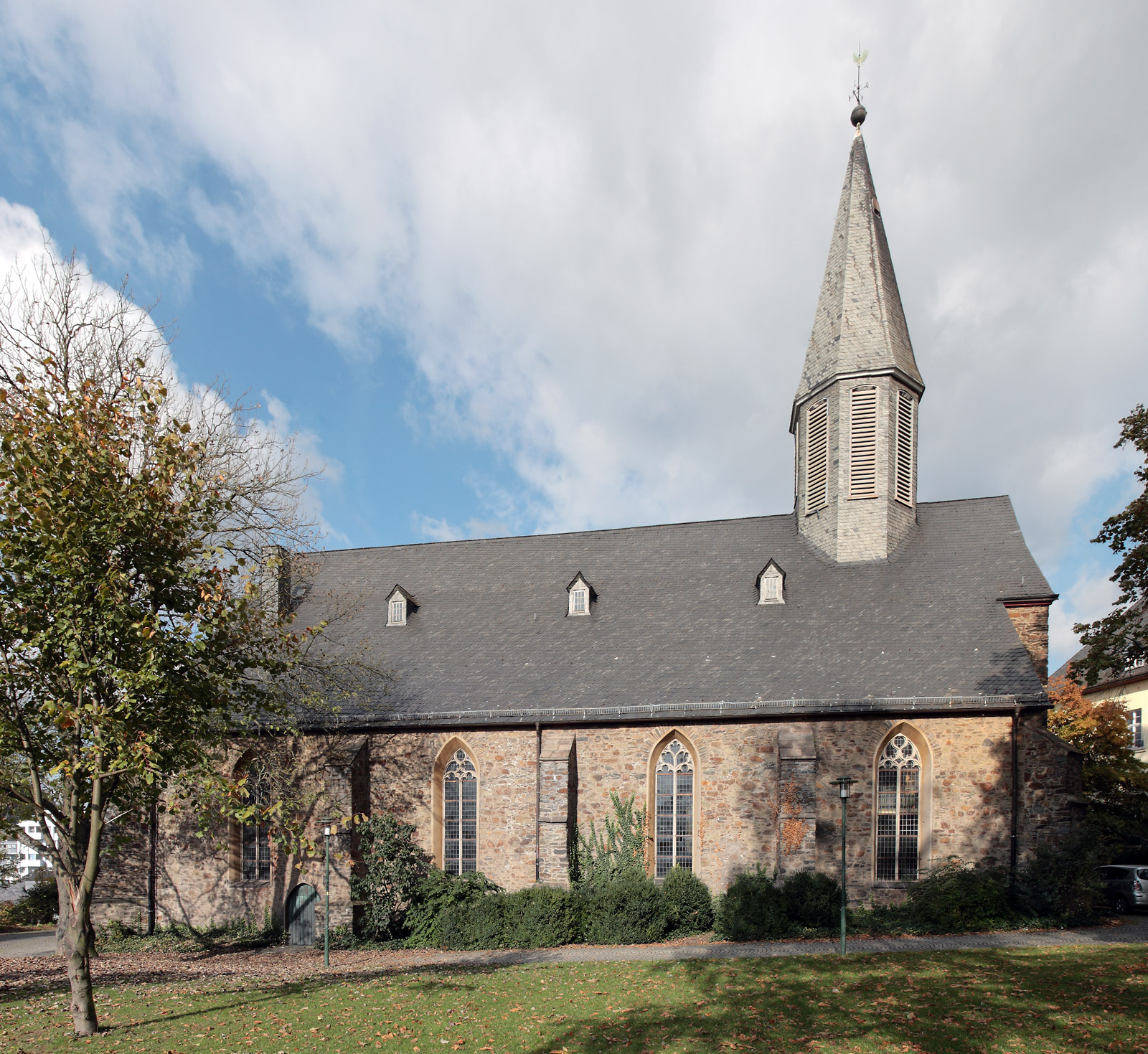
Церква Мартінікірхе, Зіген

Поряд з римсько-католицькою церквою у Зігені є румунська православна та елладська православна громади. У Зігені розташовані Євангелічний Союз Зігерланда-Вітгенштейн, у який входять 90 релігійних об'єднань. Крім того, у Зігені присутні різні вільні церкви, серед них безліч громад Євангелічної вільної церкви (баптистів), громада Євангелічної методистської церкви, Незалежна євангельська лютеранська церква, громада Церкви адвентистів сьомого дня, безліч вільних євангелічних громад, Християнська громада Ахенбах, різні християнські братства, Каплиця на Голгофі та місіонерська громада Зіген-Майсвінкель.
Також у Зігені представлені такі релігійні групи, як Церква Ісуса Христа Святих останніх днів, католицькі апостольські громади, Новоапостольська церква, Свідки Єгови, Різні дохристиянські громади, Бахаї, а також одна ісламська громада з власною мечеттю і одна єзидська громада.

### Районна реформа
Такі громади були включені до Зігену (у порядку їх приєднання):
- 1902 і 1912 роки: частини Бушготтхардсхюттена
- 1934 рік: частини Ахенбахом
- 1937 рік: частини Ахенбахом та Бушготтхардсхюттена
- 1966 рік: Трупбах, Зеельбах, Брайтенбах, Бюрбах, Каан-Маріенборн та Фольнсберг
- 1969 рік: Фоєрсбах
- 1975 рік: місто Хюттенталь та місто Айзерфельд

### Динаміка населення

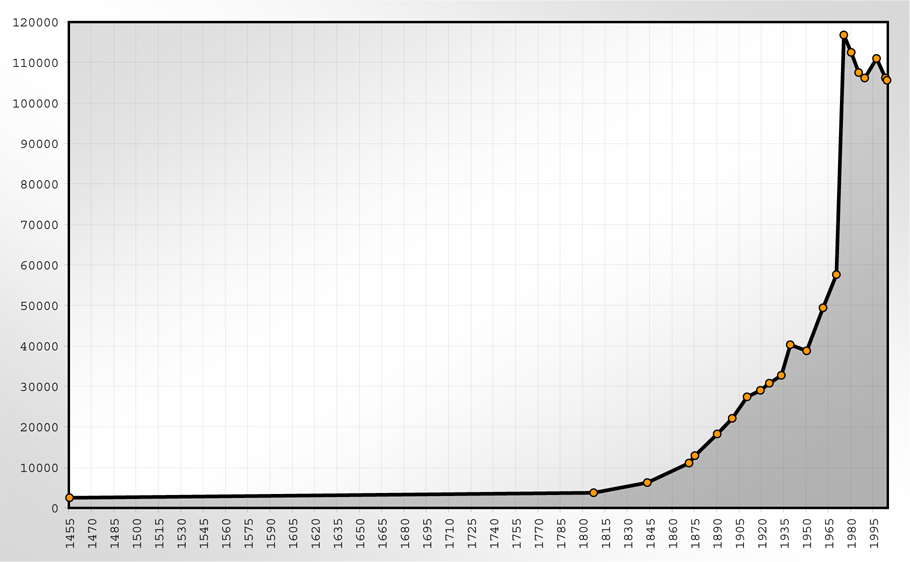
Динаміка чисельності населення Зігена

1897 року населення Зігена становило 20 тисяч осіб, до 1939 році це число подвоїлося, досягнувши позначки у 40 тисяч осіб. У результаті Другої світової війни населення міста скоротилося на 30% (на 12 тисяч осіб). 1945 року у місті проживало лише 28 тисяч осіб. Довоєнний рівень чисельності населення був відновлений до 1952 році.
Пік чисельності населення було досягнуто 1975 року, коли до складу Зігена увійшли сусідні міста Хюттенталь (38 867 осіб) та Айзерфельд (22 354 осіб). На 1 січня 1975 року населення Зігена становило 117 224 особи. За даними Земельного бюро обробки інформації та статистики Північного Рейну-Вестфалії на кінець червня 2010 року у Зігені постійно проживали 103 555 осіб. Таким чином, з 1975 року чисельність населення скоротилася майже на 12% (13 669 осіб). Передбачається, що до 2023 році населення міста не буде перевищувати 100 тисяч осіб.
Таблиця нижче показує динаміку чисельності населення. Дані до 1833 року являють собою приблизні оцінки, пізніша інформація заснована на результатах переписів населення або на даних відповідних статистичних відомств. З 1843 року ці дані враховують присутнє населення, з 1925 року — проживаюче населення, а з 1987 року — населення з постійним місцем проживання. До 1843 року не було єдиних способів обліку населення.
| рік            | населення |
| -------------- | --------- |
| 1455           | 2500      |
| 1807           | 3743      |
| 1 грудня 1840* | 6074      |
| 3 грудня 1843* | 6233      |
| 3 грудня 1855* | 7035      |
| 3 грудня 1864  | 8800      |
| 3 грудня 1867* | 10 100    |
| 1 грудня 1871* | 11 067    |
| 1 грудня 1875* | 12 901    |
| 1 грудня 1880* | 15 100    |
| 1 грудня 1885* | 16 676    |
| 1 грудня 1890* | 18 242    |
| 2 грудня 1895* | 19 303    |

| рік              | населення |
| ---------------- | --------- |
| 1 грудня 1900*   | 22 109    |
| 1 грудня 1905*   | 25 201    |
| 1 грудня 1910*   | 27 416    |
| 1 грудня 1916*   | 25 594    |
| 5 грудня 1917*   | 25 549    |
| 8 жовтня 1919*   | 29 020    |
| 16 червні 1925*  | 30 951    |
| 16 червня 1933*  | 32 736    |
| 17 травня 1939*  | 40 269    |
| 31 грудня 1945   | 28 000    |
| 29 жовтня 1946*  | 29 922    |
| 13 вересня 1950* | 38 787    |

| рік              | населення |
| ---------------- | --------- |
| 25 вересня 1956* | 45 173    |
| 6 червня 1961*   | 49 404    |
| 31 лютого 1965   | 50 268    |
| 27 травня 1970*  | 57 302    |
| 31 лютого 1975   | 116 552   |
| 31 лютого 1980   | 112 320   |
| 31 лютого 1985   | 107 421   |
| 25 травня 1987*  | 106 384   |
| 31 лютого 1990   | 109 174   |
| 31 лютого 1995   | 111 398   |
| 31 лютого 2000   | 108 476   |
| 30 червня 2005   | 105 328   |

* результати перепису

## Політика

### Міська рада
За результатами муніципальних виборів 30 серпня 2009 року 70 місць Міської ради Зігена розподілилися таким чином:
|      | ХДС | СДПН | «Союз 90/Зелені» | ВДП | «Вільні виборці» | Ліві | НДПН | Разом |
| 2009 | 25  | 18   | 9                | 8   | 5                | 4    | 1    | 70    |

Крісло бургомістра отримав Штеффен Мюс (ХДС).
Жодна з партій не має більшості у Міській раді Зігена, коаліцій також не було створено. Правда, ХДС, ВДП і «Вільні виборці» уклали формальну, документально закріплену цільову угоду. 2007 року дефіцит бюджету міста становив 320,5 млн євро. З них 100,7 млн євро припадало на сам бюджет, 118,1 млн — на міські підприємства та 101,6 млн — на сферу кредитування.

### Бургомістр
З XIII століття головою міста є бургомістр. У 1304–1305 роках вперше було скликано міську раду. Проте вже 1224 року з'явилися «міські люди» (міська рада) і три бургомістри, що обиралися на річний термін. З 1500 року кількість бургомістрів скоротили до двох. У XVII столітті все більший вплив у місті починають набувати цехи. У зв'язку з цим голова цеху шевців отримав постійне членство у міській раді. Середньовічний міський статут діяв у Зігені до 1809 року, окремі його положення — до 1815 року. З 1815 року містом керує міська рада із дванадцяти членів. Раду очолює бургомістр. Передмістя Зігену з 1824 року управлялися власними представниками, які підпорядковувалися бургомістру Зігену. Після того, як місто було виведено з підпорядкування округу 1923 року, голова міста став іменуватися обер-бургомістр. З 1919 року посаду бургомістра, а потім — обер-бургомістра обіймав Альфред Фіссмер, який зберіг свою посаду і у часи правління націонал-соціалістів.

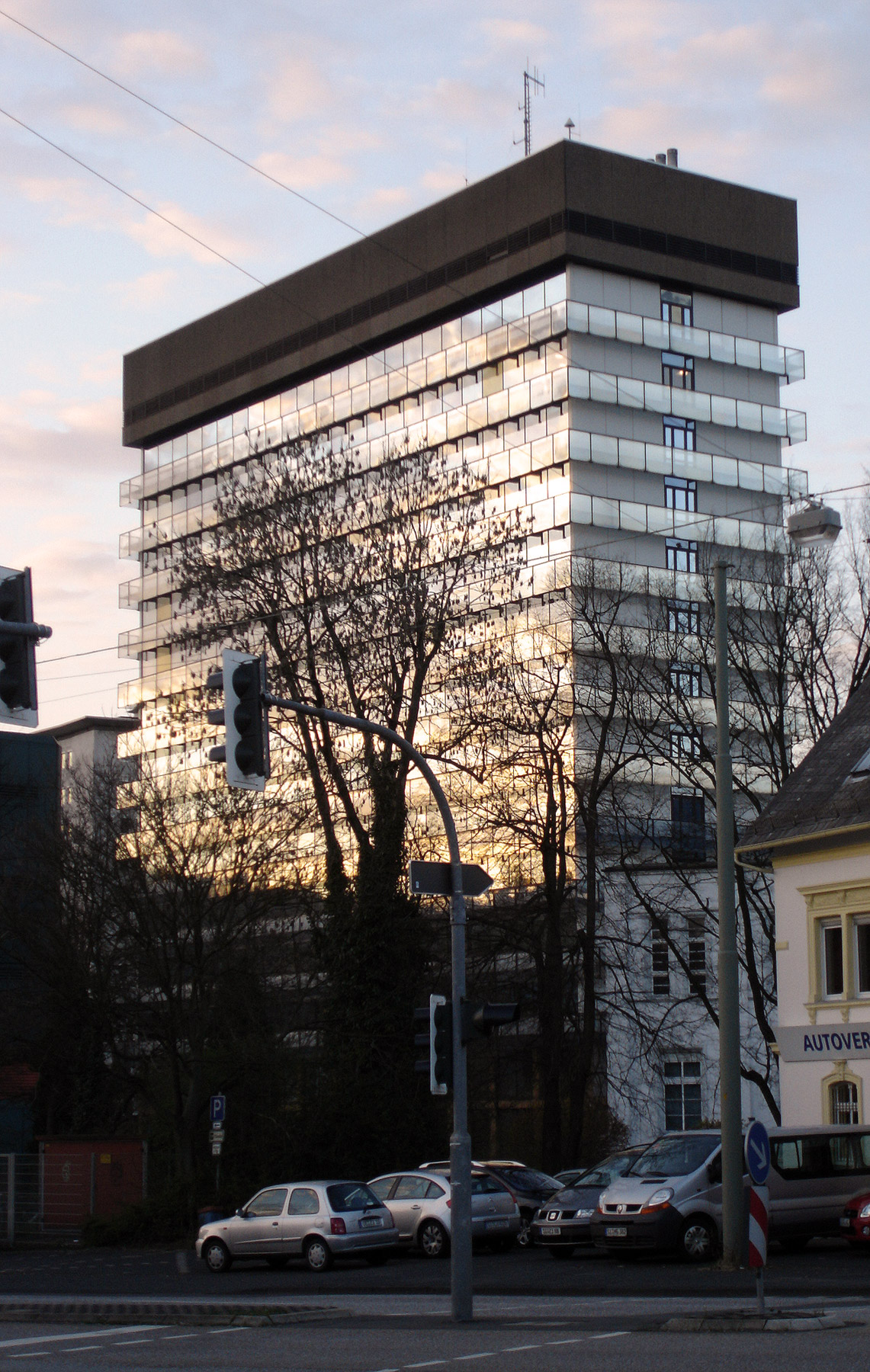
Будівля районної адміністрації Зіген-Вітгенштейн

Після Другої світової війни військовим урядом Британської окупаційної зони призначено нового обер-бургомістра, а 1946 року ввело муніципальний статут, створений за британським зразком. За статутом, жителі міста обирали Раду міста, члени якої називалися депутатами. Одного зі своїх членів Рада призначала на почесну посаду обер-бургомістра, який виступав у як голова Ради і представник міста. Крім того, з 1946 року Рада обирала Верховного міського директора (аналог сіті-менеджера, який керував муніципалітетом.
1975 року місто Зіген знову увійшов до складу округу Зіген (з 1 січня 1984 року — округ Зіген-Вітгенштейн). З цього моменту голова міської ради став називатися бургомістром, і голова міської адміністрації — міським директором. 1999 року набули чинності зміни Муніципального статуту Північної Рейн-Вестфалії, які усунули подвійну модель керування бургомістром та міським директором. Посада міського директора була скасована. Бургомістр став очолювати міську адміністрацію, одночасно очолюючи Міську раду. Бургомістр обирався прямими виборами на п'ятирічний термін, а з 2009 року — на шість років.
Такі вибори бургомістра відбудуться у Зігені лише 2014 року, оскільки термін повноважень обраного 2007 року бургомістра включає і період муніципальних виборів 2009–2014 років (відповідно до положень, які діяли на момент останніх виборів бургомістра).

#### Бургомістри та Обер-бургомістри
- 1815–1836: Фрідріх Карл Трейнер, королівський бургомістр
- 1836–1837: Карл фон ФІБА, бургомістр
- 1837–1838: Йоханнес Ехельхойзер, бургомістр
- 1838–1862: Генріх Якоб Ахенбах, бургомістр
- 1862–1876: Едуард брасом, бургомістр
- 1876–1881: Карл Герман Лампрехт, бургомістр
- 1882–1918: Антон Деліус, бургомістр, з 1917 року — обер-бургомістр
- 1919–1945: Альфред Фіссмер (з 1937 р. — член НСДАП), з 1923 р. — обер-бургомістр
- 1945 р.: Фріц Фрис (СДПН), обер-бургомістр
- 1945–1946: Отто Шварц (СДПН), обер-бургомістр
- 1946–1948: Ернст Вайссельберг (ХДС), обер-бургомістр
- 1948–1956: Ернст Бах (ХДС), обер-бургомістр
- 1956–1961: Еріх Пахніке (СДПН), обер-бургомістр
- 1961–1966: Карл Екманн (ХДС), обер-бургомістр
- 1966–1975: Карл Альтхаус (СДПН), обер-бургомістр
- 1975–1979: Фрідеманн Кесслер (ХДС), обер-бургомістр
- 1979–1989: Ханс Райнхардт (СДПН), бургомістр
- 1989–1994: Хільде Фідлер (СДПН), бургомістр
- 1994–1999: Карл Вільгельм Кірххефер (СДПН), бургомістр
- 1999–2007: Ульф Штетцель (СДПН), бургомістр
- з 2007 р.: Штеффен Мюс (СДПН), бургомістр

#### Міські директори та Верховні міські директори
- 1946–1954: Макс Бауман, верховний міський директор
- 1954–1975: Курт Зайбт, верховний міський директор
- 1975–1985: Ханс Мон, міський директор
- 1985–1989: Д-р Фолькер Ертер, міський директор
- 1989–1995: Д-р Отто-Вернер Раппольд, міський директор (достроково пішов у відставку за власним бажанням 2 грудня 1995 року)
- 1995–1999: Ульріх Мок, міський директор (до 31 січня 1997 року працював виконувачем обов'язків д-ра Раппольда, після був офіційно призначений на цю посаду)

### Герб

Герб Зігена

Герб міста: у срібному полі зубчаста стіна з воротами, з боків воріт — низькі загострені башти. Над воротами — архієпископ у блакитній ризі, блакитній митрі і у срібній накидці; у правій руці срібний жезл із зверненим золотим вигином, у лівій — відкрита книга. У воротах — лазуровий щиток, на щитку — золотий лев з червленими кігтями.
Герб складається з трьох частин. У верхній частині розміщено єпископа кельнського, стіна символізує саме місто, а у воротах зображено лева династії Нассау. Синій та жовтий кольори (блакить та золото) — кольору Нассауського будинку.

### Міста-побратими
Зіген підтримує партнерські відносини з наступними містами та округами:
- Округ Шпандау, Берлін, з 1952 р.
- Катвейк, Нідерланди, з 1963 р. (до 2006 року — партнерство з Рейнбюргом, що увійшло до складу Катвейк)
- Лідс, Велика Британія, з 1966 р. (до 1974 р. — партнерство з містом Морлі, яке увійшло до складу Лідса)
- Іпр, Бельгія, з 1967 року
- Закопане, Польща, з 1989 р.
- Плауен, Фогтланд, Саксонія, з 1990 р.

## Культура та визначні

### Театри

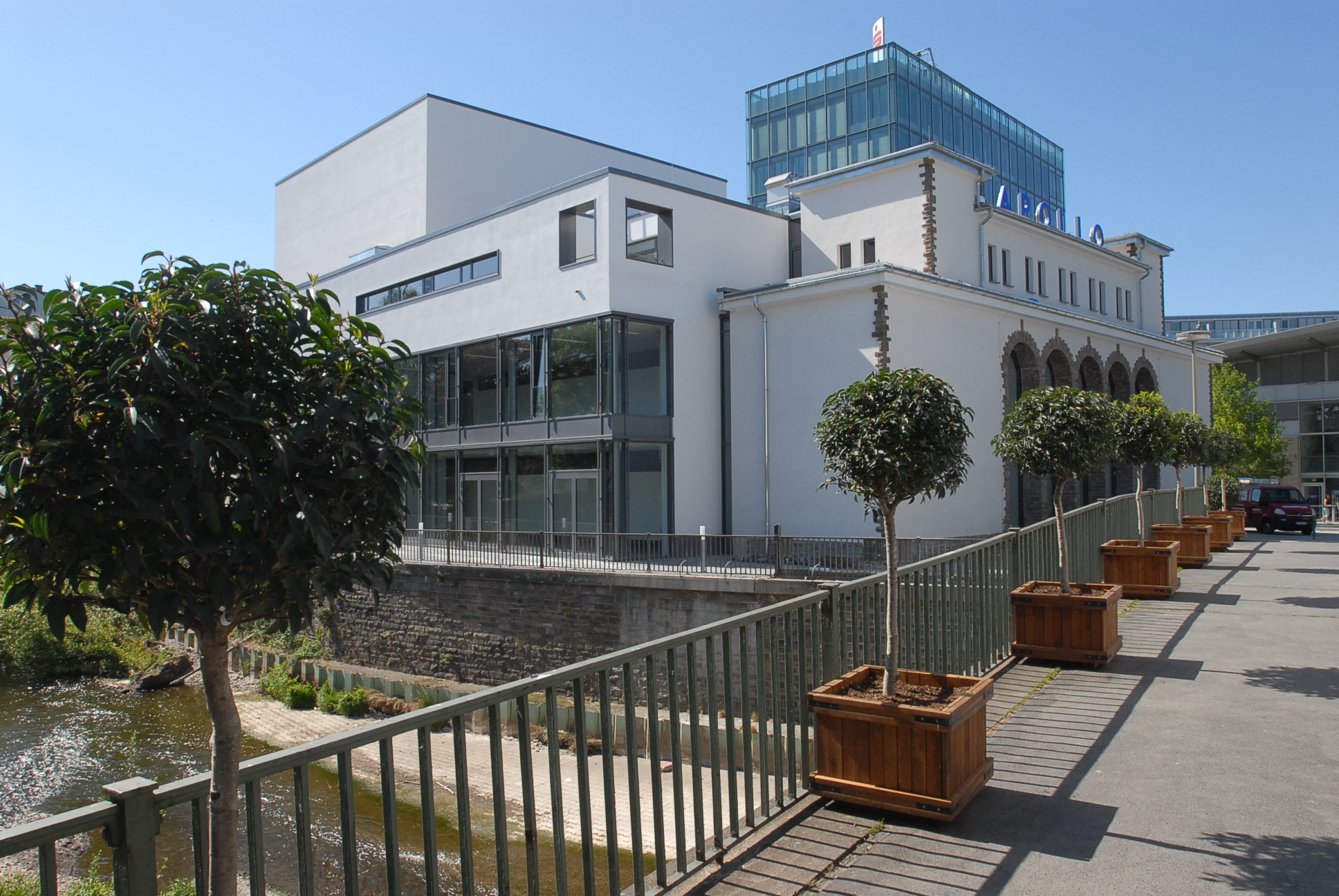
Театр «Аполлон»

Перший власний театр у Зігені було засновано 1 вересня 2007 року — саме тоді відкрився театр «Аполлон», який було перебудовано з колишнього кіноцентру.
С 1992 року театральні вистави, естрадні та музичні виступи проходили на сцені Будинку ЗМІ і культури «Люц». На двох сценах цього закладу щорічно проходило близько 150 заходів.
Більші заходи проходили на «Сцені міста Зіген» (820 місць), у Зігенландгаллі (1800 м², 2300 місць), а також у Бісмаркхаллі. Крім того, у внутрішньому дворі Нижнього Замку регулярно проходять концерти та вистави просто неба.

### Музеї
З 1996 року у приміщеннях побудованого 1941 року бомбосховища у центрі міста на горі Зігберг розташовується Активний музей Південної Вестфалії, що є, власне, музеєм сучасної регіональної історії. Це місце має символічне значення, оскільки тут знаходилася Зігенська синагога, спалена 10 листопада 1938 року. Одночасно музей є пам'ятником жертвам націонал-соціалізму у регіоні Зігерланда-Вітгенштейн. Тут на площі 200 м² розташовано постійну виставку, у центрі якої — історія місцевого єврейського населення. На прикладах з регіональної історії показані також злочини проти інших груп населення: проти циган, інвалідів, «Дослідників Біблії», іноземних робітників та політичної опозиції. Наприклад, у рамках експозиції показано життєвий шлях Зігенського комуніста Вальтера Кремера, депутата від КПН у прусському ландтазі. 2000 року він посмертно удостоївся найвищої нагороди держави Ізраїль — почесного титулу «Праведника світу». Разом з тим, у музеї проходять регулярні тематичні виставки дуже широкого спектра. Керівництво Активним музеєм Південної Вестфалії здійснює приватний фонд.

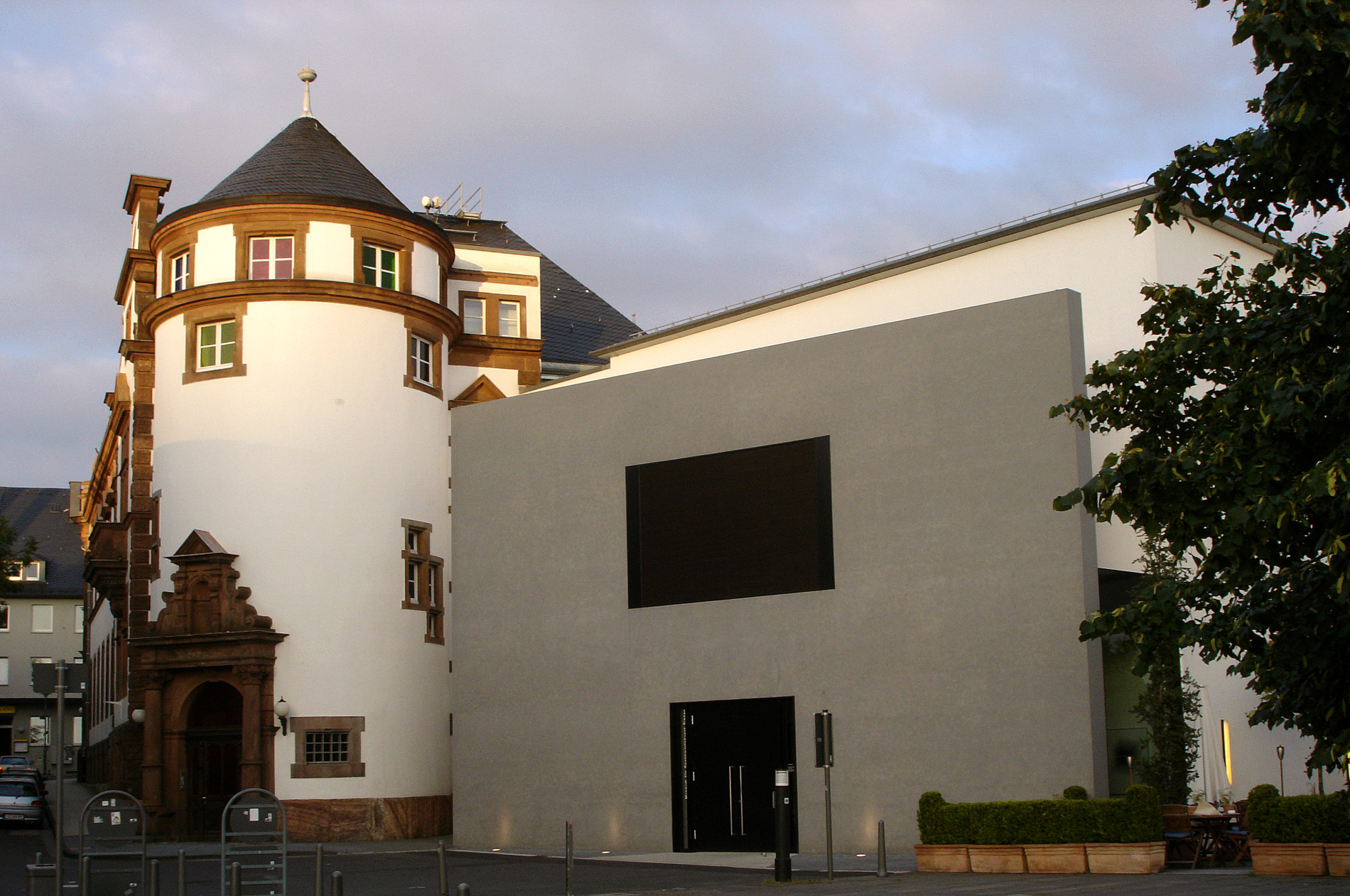
Музей сучасного мистецтва

Зігерландський музей мистецтв та історії мистецтв, створено 1902 року на основі шкільного музею Зігенської реальної гімназії, яка перебуває з 1905 року у приміщеннях Верхнього Замку. В архівах музею знаходяться полотна Пітера Пауля Рубенса, зібрання портретів княжого дому Нассау-Оранієн, експонати з історії Зігерланда з найдавніших часів до наших днів, з регіональної історії гірничої справи та економіки, з видобутку заліза та мінералів, включаючи історію створення музею-шахти. Також тут містяться численні експонати з історії зігерландской побутової культури XIX століття. Виставковий форум, який є відділенням музею, знаходиться у Будинку Оранієнштрассе. Керування Зігерландським музеєм здійснює адміністрація міста.
Музей сучасного мистецтва Зігена присвячений сучасному мистецтву в області живопису, фотографії, відео та інсталяцій. Важливу частину програми складають роботи художників Бернда та Гилли Бехер. Крім того, постійна експозиція колекції Лабрехт-Шадеберг представляє роботи всіх художників міжнародного рангу, удостоїлися Премії Рубенса, заснованої містом.

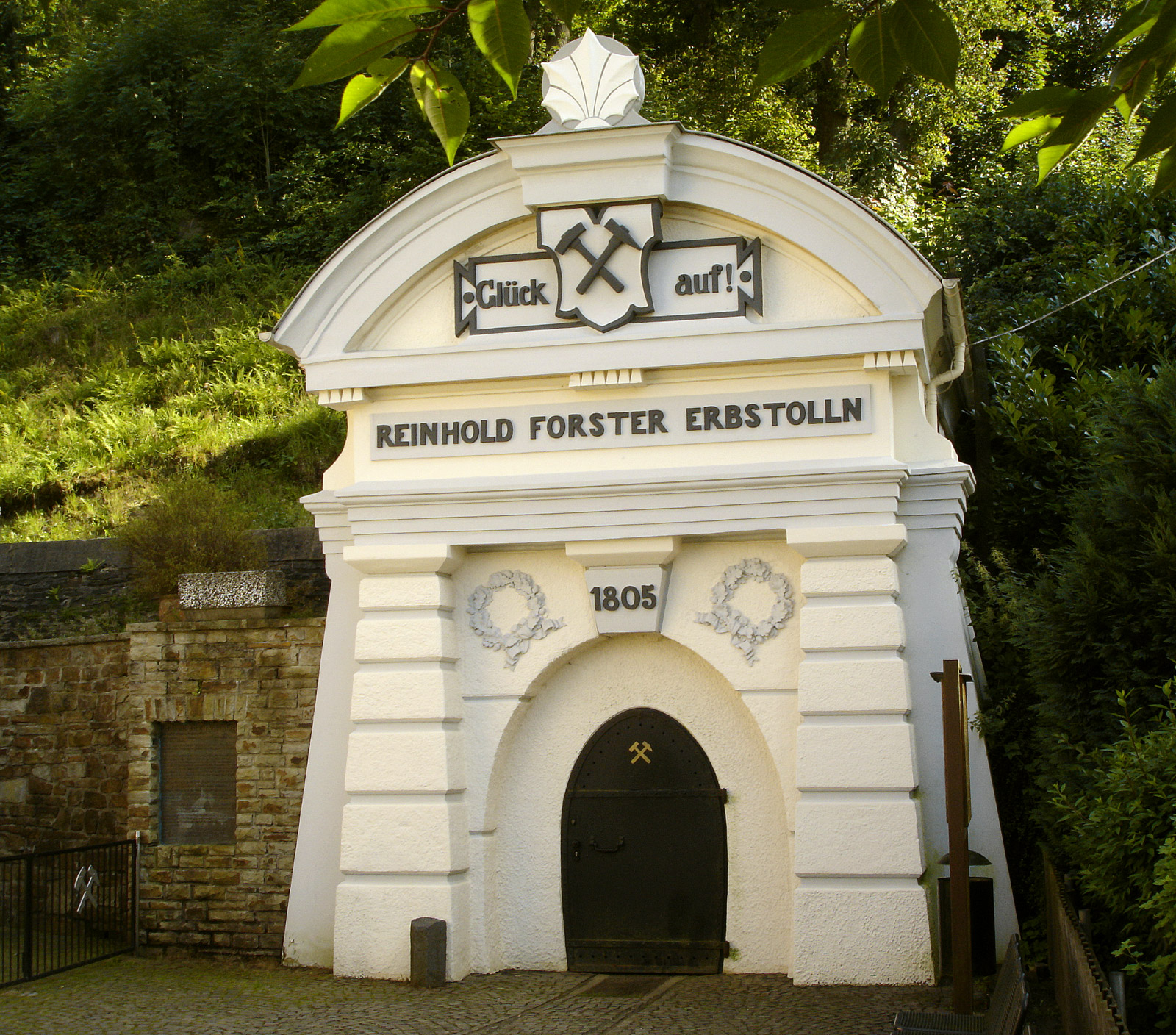
Вхід у штольні Райнхольд Форстера

У районі Гайсвайд розташовано музей «Біттлз», під кервіництвом Гарольдма Кремера. Згідно з Книгою рекордів Гіннесса, цей музей є найменшим у світі музеєм (всього 27 м²), присвяченим музикантам з Ліверпулю. У колекції, серед іншого, міститься понад 17 тисяч звукозаписів, сувенірів, плакатів та автографів.
У районі Айзерфельд розташовано Музей гірничої справи «Штольні Райнхольд Форстера». Тут можна відвідати підземні штольні, відкриті 1805 року. Довжина шахти відкрита для відвідування — 470 м.
У декількох будівлях колишнього вагоноремонтного заводу локомотивного депо Зігену Німецької федеральної залізниці з 1997 року розташовується Південно-Вестфальський залізничний музей. Поряд з фотовиставкою, моделлю залізниці та архівом «Друзів залізниці Бетцдорфа», розташованих у старих адміністративних будівлях, у віяловому локомотивному депо музею виставлені більше десятка локомотивів (серед інших, повністю робочі DR-Baureihe 52.80 і DB-Baureihe V 100), а також безліч товарних та пасажирських вигонів.

### Музика
У Зігені розташоване безліч оркестрів та хорів, наприклад:
- Церковний хор Зігена
- Хор Зігена їм. Баха
- дитячий та юнацький хор «Зіген-Південь»
- гурток співу «Зігерланда»
- Зігенський духовий оркестр
- Зігерландская капела рудокопів Нідершельдена
- «Collegium Musicum» міста Зігена
- Ансамбль мідних духових інструментів «Pro musica sacra»
- "Народне підприємство «Хор Зігена»
- Ансамбль"Cantemus Siegen e. V."
- Університетський Біг Бенд Зігена

Найвідомішим музичним колективом з Зігена є треш-металевий квартет Accu§ er.

### Пам'ятки архітектури

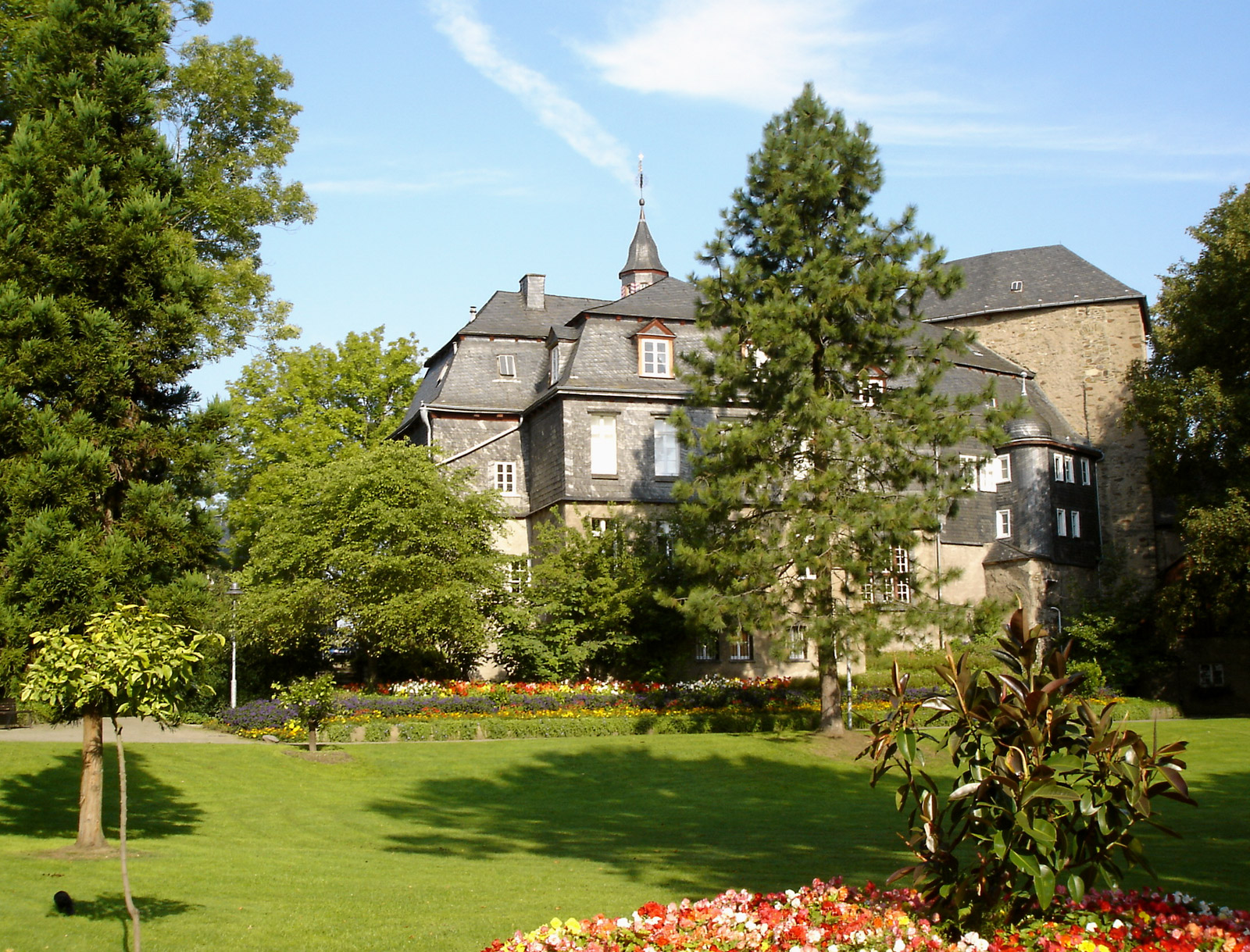
Парк Верхнього Замку

Хоча під час бомбардувань протягом Другої світової війни місто було зруйноване майже на 80%, у Зігені збереглися деякі історичні будівлі, серед інших, два міських замки — Верхній та Нижній, чимало церковних будівель історичного значення, а також будівля Рейхсбанку, побудована 1909 року.

#### Верхній Замок
Фортеця Верхній Замок на горі Зігбург вперше згадується в джерелах 1259 року і була в часи Середньовіччя родовим замком будинку Нассау. З 1905 року в будівлі Верхнього Замку розташовується Зігерландський музей.

#### Нижній Замок

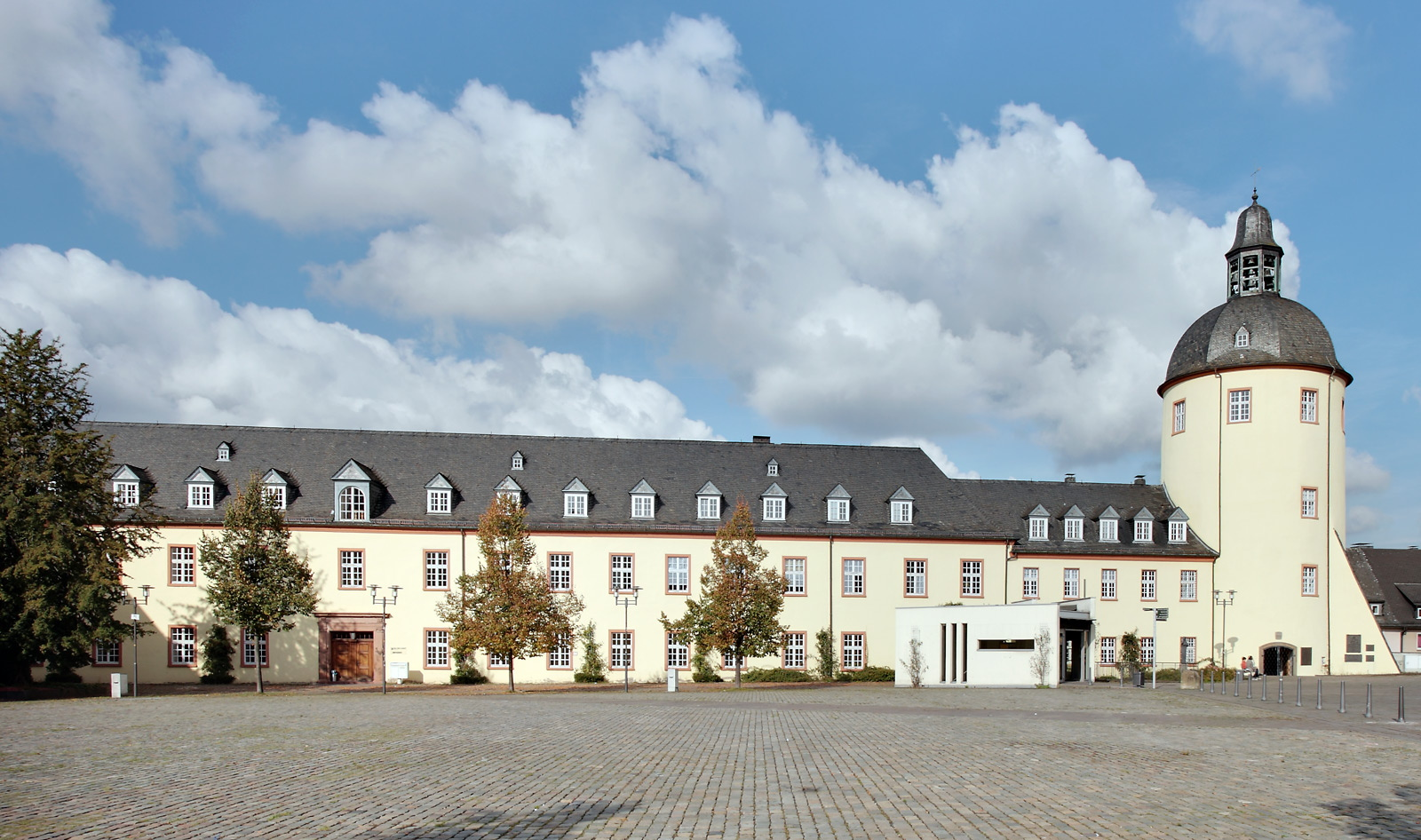
Нижній Замок, Курляндське крило з Товстою Вежею

Нижній Замок у його сучасному вигляді у формі відкритого прямокутника виник в XVII столітті та служив євангелічної лінії будинку Нассау-Зіген як резиденції. У Замку розташоване Товста Башта з курантами. 1959 року у внутрішньому дворі Замку міська адміністрація спорудила пам'ятник жертвам війни та тиранії. У Замку також розташовується склеп євангелічної гілки князівського будинку Нассау.
Сьогодні в Нижньому Замку розташовуються земельні адміністративні установи: Суд з трудових спорів р. Зіген, Керування будівництва та нерухомості Північного Рейн-Вестфалії, Зігенський філія Окружний адміністрації Арнсберг, Бюро захисту праці, Зігенський відділення пенітенціарної установи Аттендорн. Частина приміщень Замку розташоване в користуванні Університету Зіген. На Двірцевій площі Нижнього Замку регулярно проходять різноманітні заходи просто неба. Наприклад, трансляція матчів чемпіонату світу з футболу 2006 року на великому екрані, встановленому на площі, залучила понад 10 тис. глядачів.

#### «КренхенЦентр»

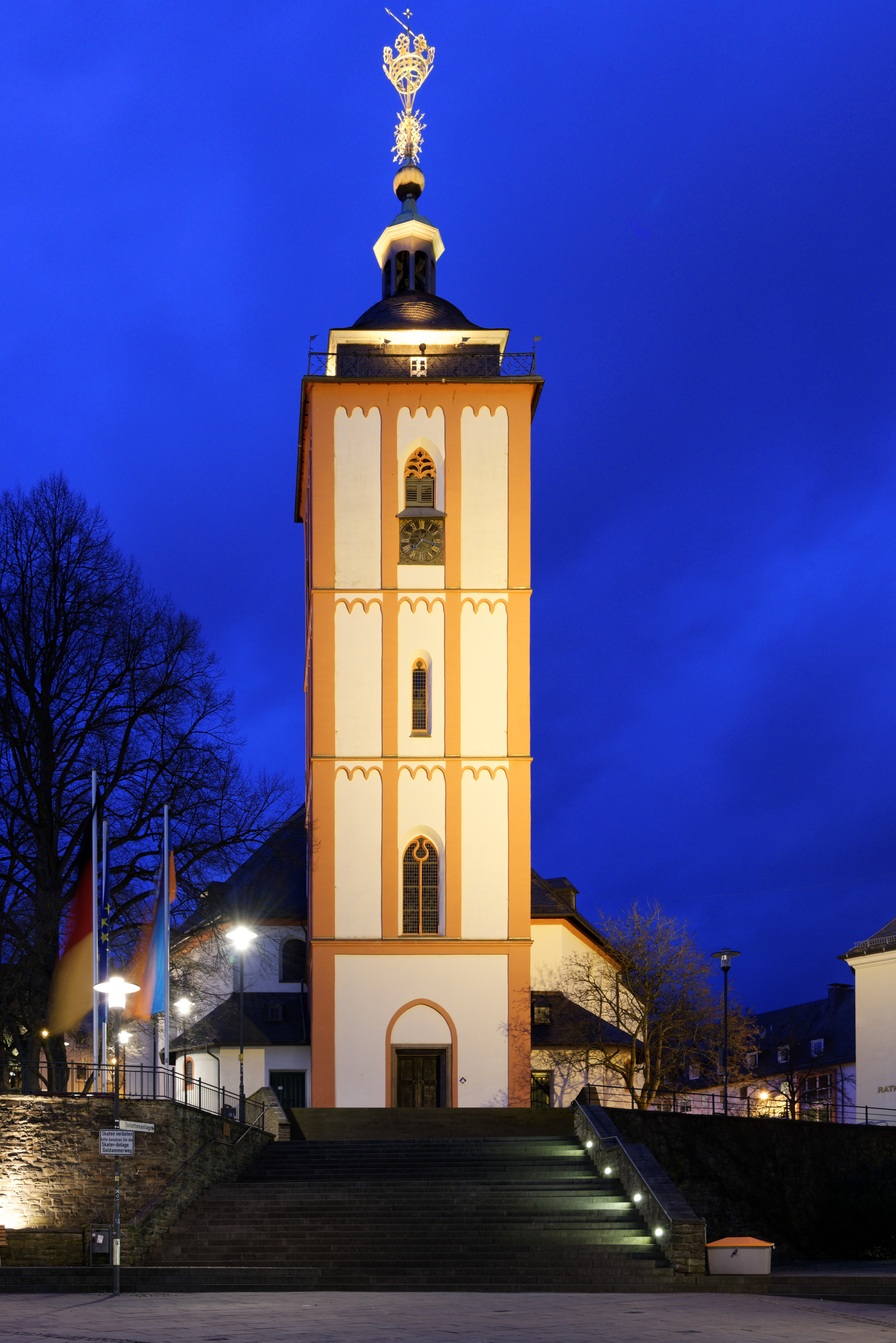
Церква Св. Миколи, вежа з короною

3 лютого 2007 року в приміщеннях колишнього торгового центру «Титце» на Марктплатц Верхнього міста Зігена відкрився ще один культурний центр, так званий «КренхенЦентр». Тут знаходиться Зігенський освітній центр, Міський архів та Міська бібліотека, Музей братів Буш, а також численні приміщення для проведення заходів.

#### Церкви
У центрі Зігена знаходяться дві унікальні церкви: Церква Мартінікірхе поруч з Нижнім Замком, побудована в XI столітті, і Церква Св. Миколая на Марктплатц, що відрізняється незвичайним шестикутним підставою — єдиний приклад на північ від Альп — і золотою короною, символом Зігена, на церковній вежі. Завдяки цій церкві Зіген іноді називають «містом корони». Ще одне церковна споруда історичного значення — побудована єзуїтами в 1702–1729 рр. католицька Церква Марії.

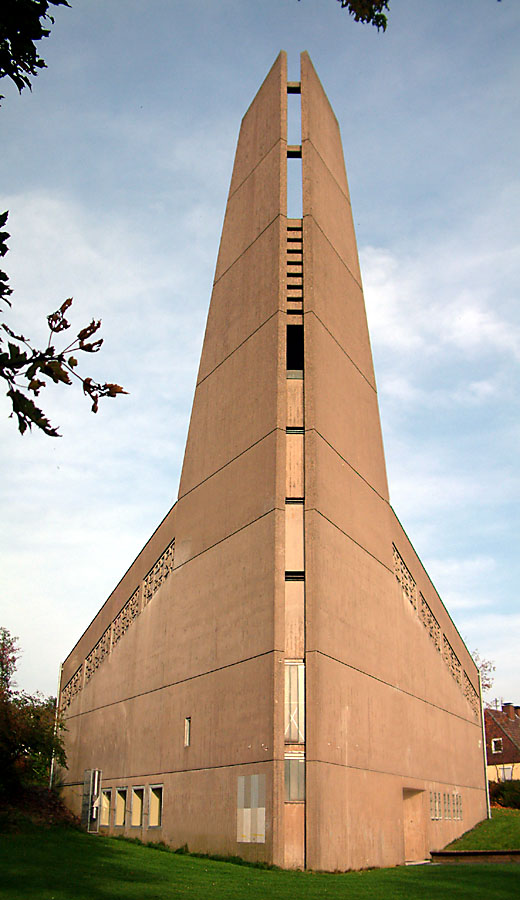
Церква Христа, Гірсберг, Зіген

Приклад церковної архітектури 1950 — 1960-х рр. — т. зв. бруталізму — являє собою Церква Христа на горі Гірсберг в районі Даутенбах. 40-річчя цієї церкви святкувалося в жовтні 2007 р. Будівля стоїть на п'ятикутні підставі та побудовано, що типово для цього архітектурного напрямку, з необлицьованих бетону. Башта складається з двох високих стел, що утворюють гострий кут. Серед населення це споруда має назву «стартова установка відлітають душ».
Навколо Верхнього міста знаходяться ще п'ять церковних громад. У Нижньому місті, поруч з Зігерландхалле, знаходиться Церква Св. Петра та Павла. Крім того, у всіх районах міста є церкви різних конфесій.

#### Газометри

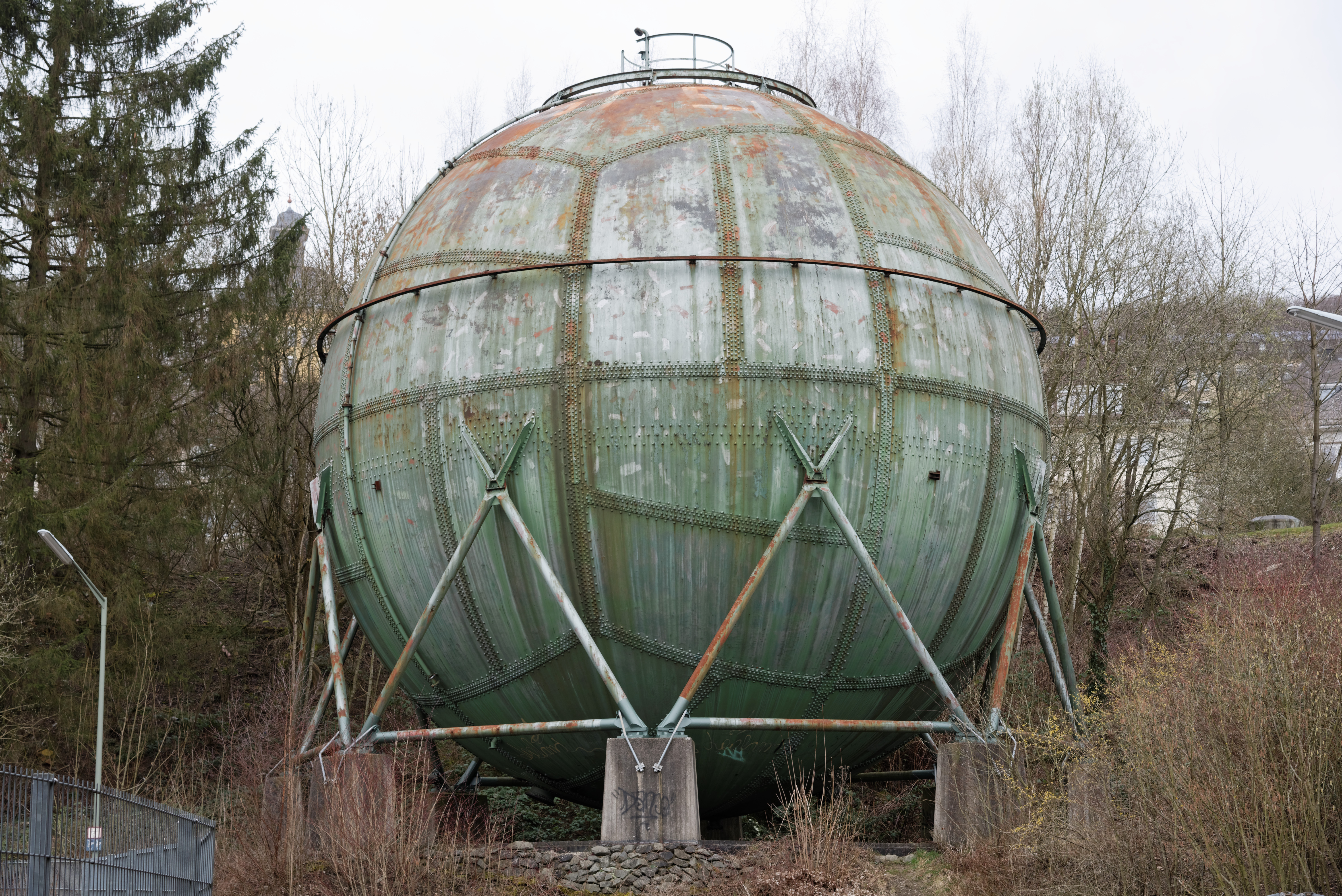
Газгольдер-пам'ятник, Зіген

На північний захід від центру міста, біля підніжжя гори Цігенберг, знаходиться сферичний газгольдер, якому присвоєно статус пам'ятника. Це один з найстаріших збережених резервуарів у формі кулі для зберігання газу. ще однією його особливістю є клепаний корпус. У світі збереглося ще лише три резервуари, побудованих таким чином: в Шверте, Оффенбурзі та Білефельді. При розбудові міського автобану Хюттентельштрассе та житлового району Цігенберг резервуар перемістили на кілька метрів.

### Кладовища

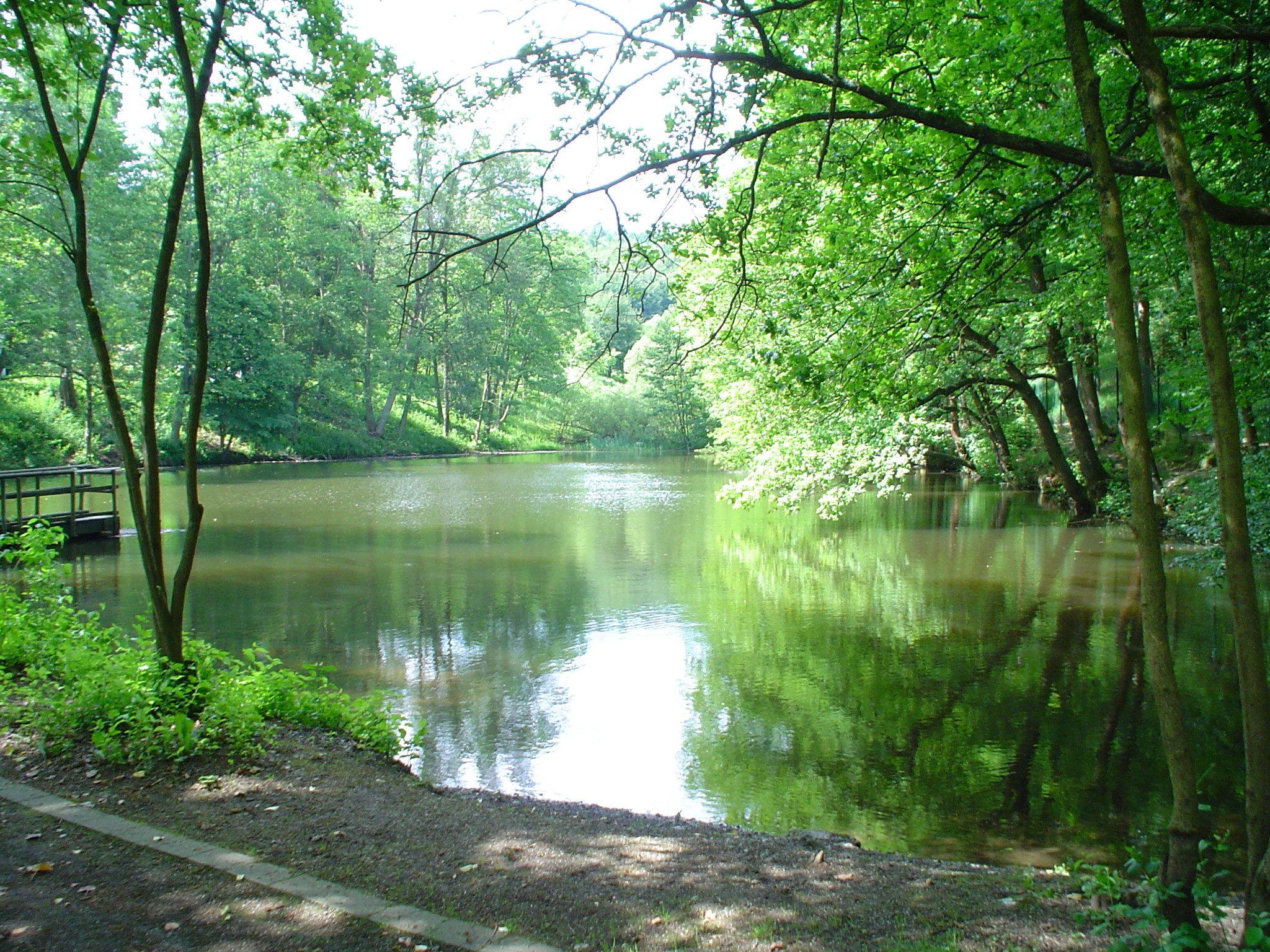
Озеро на території Хермельсбахского кладовища

На території Зігена розташовано 36 муніципальних кладовищ. На 10 з них більше не ведуться поховання. Загалом площа кладовищ Зігена становить 730 тис. кв. м., на яких знаходяться 65 тис. могил. Характерною рисою регіональних кладовищ є їх розташування на схилах пагорбів та оформлення у вигляді парків, так що на території кладовищ навіть можуть селитися дикі тварини. Найбільшим цвинтарем Зігена є Лінденбергфрідхоф, засноване 1857 року. У безпосередній близькості від кладовища розташована крематорій. друге за віком кладовищі — Хермельсбахское. Тут, як і на Хаардтском кладовищі, поховані останки жертв війни. На околиці Гайсвайдского кладіща розташована меморіал пам'яті жертв Першої та Другої світової війни.

### Спорт

Логотип футбольної команди Шпортфройнде Зіген

Міський спортивний союз Зігена об'єднує 160 спортивних клубів, у яких полягає загалом 37 тис. осіб. Чоловіча футбольна команда Шпортфройнде Зіген придбала міжрегіональне значення, коли 2005 року вийшла з Регіональної ліги «Південь» в Другу Бундеслігу. Проте вже в наступному році команда знову повернулася до Регіональної лігу через фінансові проблеми. Жіноча футбольна команда ТСВ Зіген в 1990-ті рр. 6 разів завойовувала титул чемпіона Німеччини. Найбільшим гімнастичним суспільством Німеччини є «ТВ Йан Зіген», створений 1879 року. Останнім часом союз складається з 13 відділень та має всіма ознаками сучасного спортивного клубу. Ще один клуб, який був відомий головним чином на початку 1970-х рр. завдяки лідерству в Регіональній лізі, є футбольний клуб ВФЛ Клафельд-Гайсвайд.

### Заходи

#### Регулярні заходи
- Зігерландська виставка (SILA) — проходить щодва роки навесні.
- Блошиний ринок — по перших суботах місяця з Березень по листопад (з 1970 року) в районі Зіген-Гайсвайд.
- «Mittwochs in» — щосереди з червня по Серпень різні групи виступають на площі перед Нижнім Замком.
- Йоханнімаркт — щорічний ярмарок, проходить кожний червні вже протягом 400 років.
- Зігенський літній фестиваль акторської майстерності, театрального мистецтва, кабаре, музики та кіно, проходить у червні-липні з 1990 р.
- «Чиста долина Зіга» — на один недільний день в липні міський автобан Хюттентальштрассе перекривається для автомобілів, залишаючись відкритим для велосипедистів, ролерів та пішоходів.
- Рубенсфест — фестиваль музики, танцю, акробатики та театрального мистецтва. Присвячений Пітеру Паулю Рубенсу, проходить раз на два роки (по непарних роках), у липні.
- «Кіно просто неба» — в серпні на площі Нижнього Замку на великому екрані показують різні фільми.
- Зігерландський корпоративний забіг — проходить влітку, налічує до 6 тис. учасників і є, таким чином, найбільшим заходом подібного роду в Північному Рейні-Вестфалії.
- Крістофер Стріт Дей — німецький варіант гей-параду, проходить у Зігені кожний серпень з 2000 року.
- Вуличний фестиваль на Корнмаркт — проходить кожне літо.
- Бюргерфест Гайсвайд — вуличне свято, проходить у Гайсвайде кожну другу неділю жовтня.
- Гайсвайдская різдвяний ярмарок, відкривається в листопаді з 1985 року.
- Зігенський різдвяний ярмарок, відкривається в грудні з 1980 року.

#### Поодинокі заходи

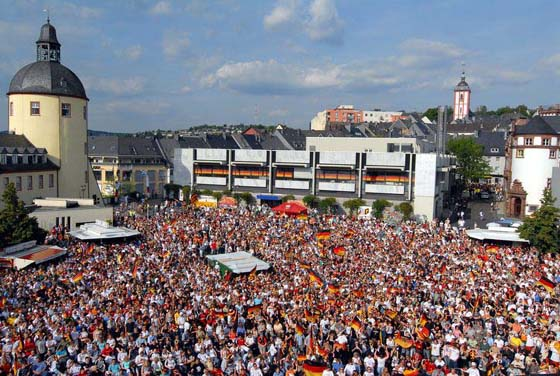
Площа Нижнього Замку, відкриття чемпіонату світу з футболу 2006 р.

- 14 Березень 1968 року вийшов першої випуск музичної передачі «Starparade». Пряма трансляція велася з Зігерландхалле. Програма «Starparade» проіснувала на ZDF до 5 червня 1980 роки і виходила 6 разів на рік у вигляді прямої трансляції з різних міст Німеччини. Трансляція з Зігена стала також першим телевізійним виступом Джеймса Ласта.
- 28 червня 1968 року відбулася трансляція «Ігри без кордонів» зі стадіону Ляймбахштадіон.
- з 5 по 27 вересня 1970 року в Зігені проходила 19-я шахова олімпіада. серед учасників були майбутній чемпіон світу Боббі Фішер та діючий на той момент чемпіон світу Борис Спаський.[16]
- З 17 по 19 вересня 2010 року в Зігені відбулося святкування Дня Північного Рейн-Вестфалії (з 2007 року святкування річниці створення федеральної землі проводиться в різних містах). На 12 тематичних милях виступили сотні спілок, груп і організацій з Зігерланда, а також земельний уряд. У святковій ході взяли участь поряд з представниками Зігена 70 організацій з усіх регіонів Північного Рейн-Вестфалії. По всьому місту було встановлено 16 сцен, на яких, серед іншого, виступили Штефані Хайнцманн, Макс Мутцке та група Revolverheld.

### Легенди Зігена
За легендами, у Зігерланда мешкає казкова істота дільдапп. Живе воно переважно в зігерландскіх лісах. На початку 1980-х рр. цій істоті вперше був присвячений календар, створений письменником та карикатуристом Матіасом Крінге на зігерландском діалекті. У результаті слово «дільдапп» набуло нового значення: у багатьох районах Зігерланда стали використовувати дане слово для позначення незграбних, але симпатичних людей. Крім того, так стали називати жителів сусіднього Ділленбург. Багато жителів Ділленбург працювали в Зігерланда в 1960 — 1980-х рр., До того, як сталеливарна промисловість регіону стала занепадати.

### Премія Рубенса
1955 року місто Зіген заснував премію Рубенса, яка присуджується раз на п'ять років художникам, які присвятили себе європейському художньої творчості. Премія присвячена художнику та дипломату Пітеру Паулю Рубенсу, що виразив у своїх працях ідею європейської єдності задовго до того, як вона отримала своє політичне втілення. Рубенс, що народився в Зігені, що виріс в Кельні та Антверпені, який отримав художню освіту в Італії, оцінений по достоїнству в Франції, який працював дипломатом у Іспанії та Англії, зарекомендував себе як головний майстер європейського барокового живопису того художнього та європейського масштабу, який нині визначає критерії вручення премії.
Лауреати премії Рубенса:
- 1957 Ханс Хартунг
- 1962 Джорджо Моранді
- 1967 Френсіс Бекон
- 1972 Антоні Тапіес
- 1977  Фрітц Вінтер[de]
- 1982 Еміль Шумахер
- 1987 Сай Твомблі
- 1992 Рупрехт Гейгер
- 1997 Люсьєн Фрейд
- 2002 Марія Лассніг
- 2007 Зігмар Польке
- 2012 Бріджет Райлі

## Економіка та інфраструктура

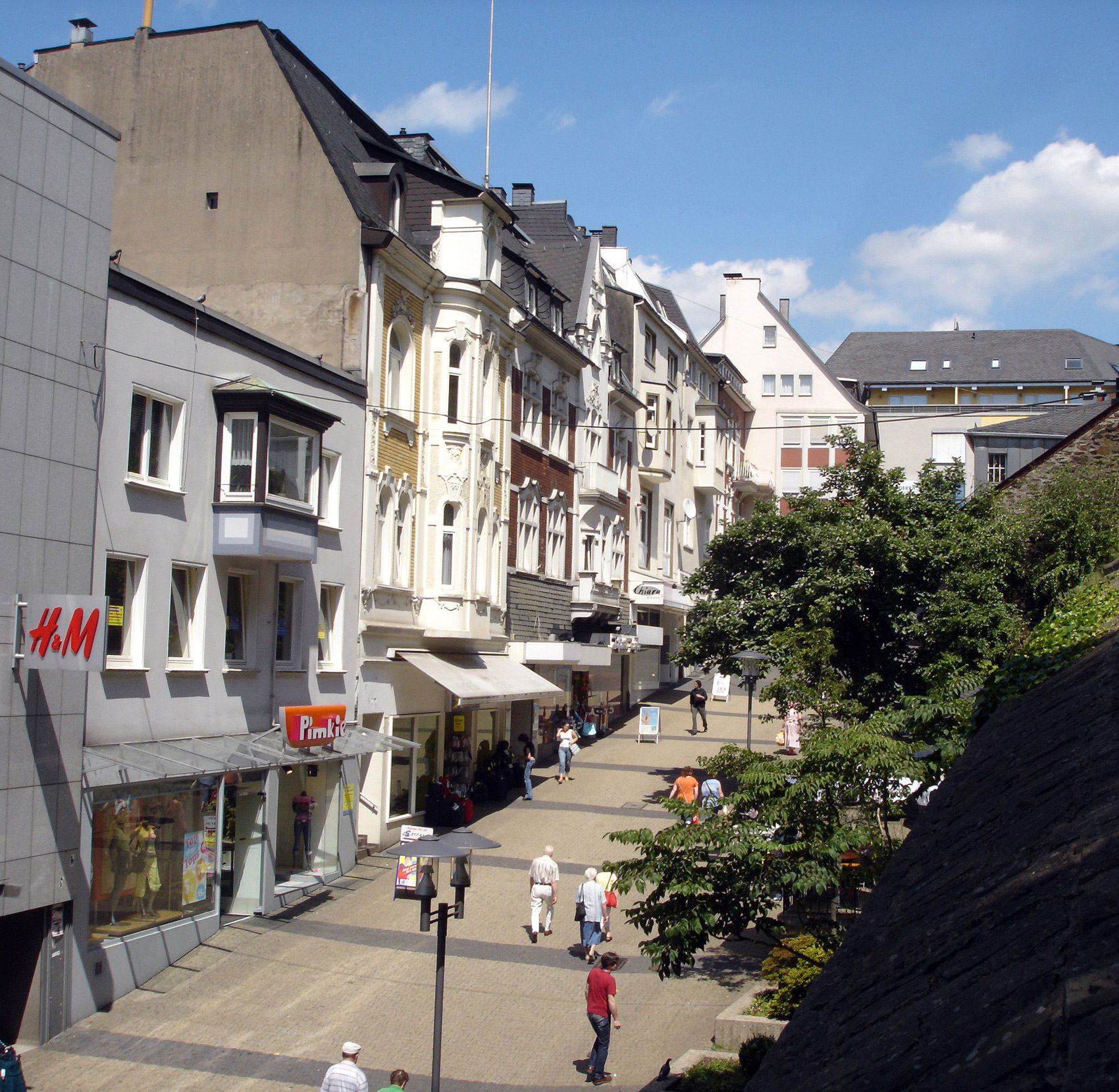
Пішохідна зона Кельнер Штрассе, Зіген

Зіген як центральне місце є адміністративним та сервісним центром Південної Вестфалії. Велику частку в регіональній промисловості займає металообробка. Частка безробітних у листопаді 2010 р. склала 6,5%.
Центр міста поділяється на дві частини: Нижнє місто в долині Зіга між автобаном B54, набережній Зіга та Центральним вокзалом, і Верхнє місто на горі Зігберг. У цих двох районах концентруються торгові центри Зігена. Верхнє місто являє собою історичний центр з тисячолітньою історією та частково історичною архітектурою. Починаючись у Кельнер Тор, через Альті Постштрассе, де переважають підприємства громадського харчування, через Марктплатц до Марбургер Штрассе та Марбургер Тор проходить пішохідна зона, яка рясніє підйомами та спусками та вважається самої горбистій в Німеччині. Кельнер Штрассе була переобладнана в пішохідну зону лише з 16 листопада 1970 року. У Нижньому місті русло річки Зиг забудовано протягом декількох сотень метрів офісними будівлями та парковками. вже більше десяти років більшість жителів виступають за знесення цих споруд, однак міська адміністрація не реагує, і бетонні перекриття над річкою залишаються недоторканими. Банхофштрассе Нижнього міста, з 1972 року переобладнана в пішохідну зону, є центром концентрації торгівлі, об'єднуючи різні магазини та торгові центри Сіті-Галері та Зіг-Каре, що знаходяться біля залізничного та автобусного вокзалу.
Згідно з програмою розвитку регіонів Північного Рейн-Вестфалії «регіоналів 2013», центр Зігена повинен піддатися капітельні перебудові, щоб виглядати більш привабливо. Серед іншого, заплановано, нарешті, знести забудову над річкою Зіг і відкрити її русло.

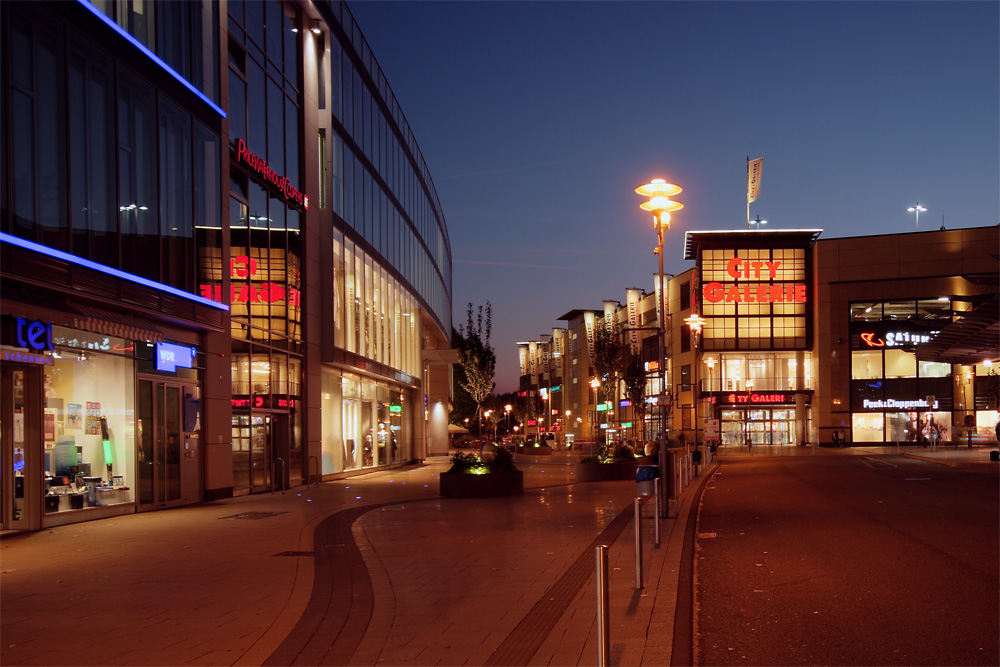
Торгові центри Зіг Каре і Сіті Галері, Зіген

Революційні зміни в розвитку міського вигляду та міського землекористування з далекосяжними наслідками для якості міського життя призвели до закриття великого торгового центру у Верхньому місті 1998 року і до будівництва двох великих торгових центрів — Сіті Галері (1998) і Зіг Каре (2006) в Нижньому Місті. «Новий Центр» на периферії міського ядра, як і слід було очікувати, відняв частину функцій у старого центру. У результаті багато магазини та кафе, що перебували в Старому Місті, змушені були закритися, а щотижневий ринок спорожнів. Поступово кількість порожніх будівель в цій частині міста все ж знижується, не в останню чергу, завдяки переїзду сюди різних маргінальних підприємств сфери послуг та споживання (швейні майстерні, ломбарди, ігрові салони, тату-студії, лавки лахмітників), проте якість послуг та магазинів залишається вельми низьким. Ця унікальна в історії Зігена топографічна перебудова міста, обумовлена суто потребами споживання, відбулася без урахування громадської думки, як це було колись. Після прийняття цього невдалого рішення всі спроби жителів Верхнього міста та торговців протистояти розвитку залишалися безрезультатні. Нові плани розвитку міста покликані виправити негативні наслідки даних змін.

### Транспорт

#### Залізниця

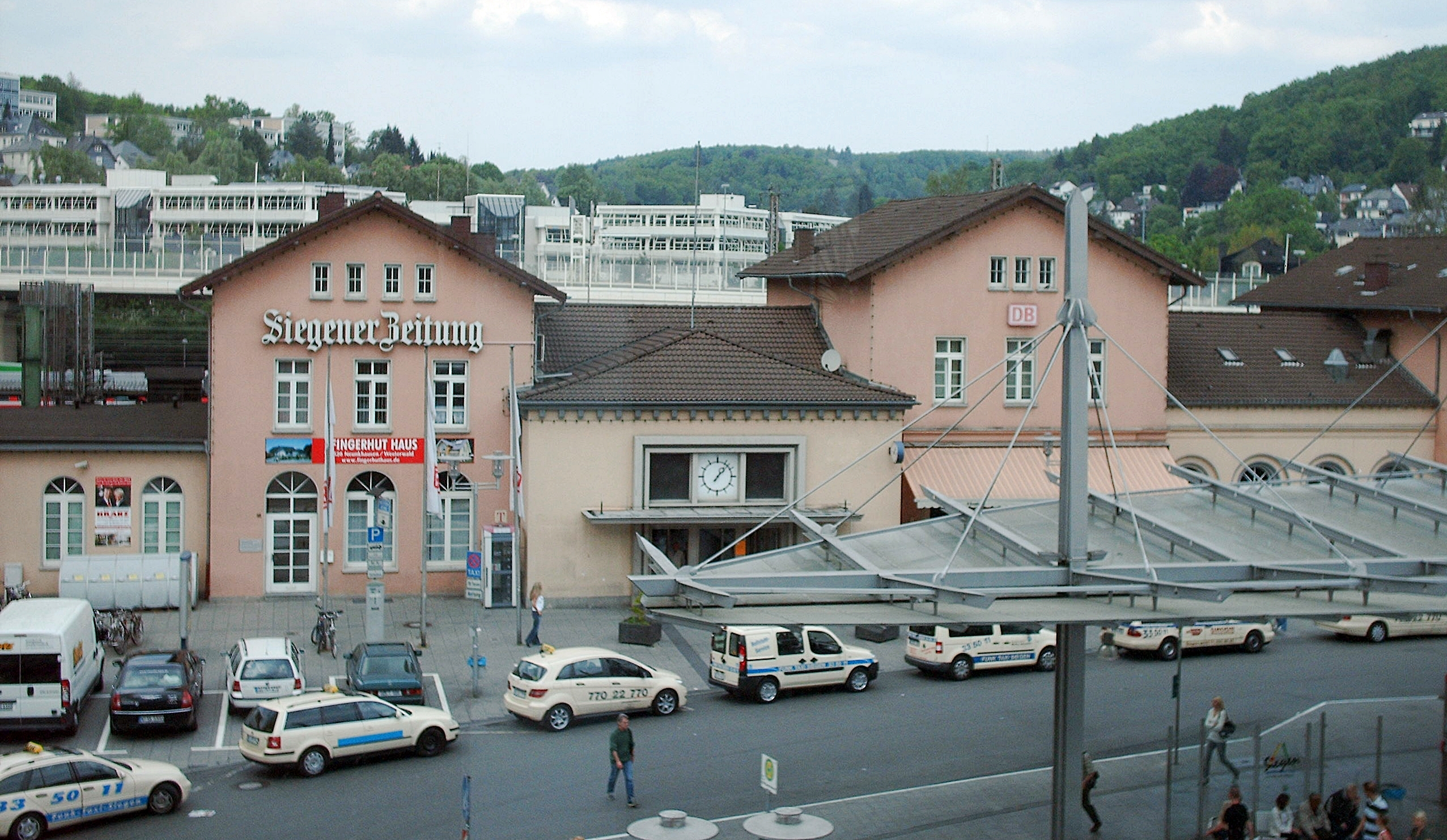
Залізничний вокзал Зігена

Зіген розташований на перетині таких залізничних ліній:
- двоколійна електрифікована лінія Рур-Зіг. По цій лінії, як правило, з годинним інтервалом проходять потяги Рур-Зіг-Експрес (RE16), Рур-Зіг-Бан (РБ91) і Ротхаарбан (RB93).
- двоколійна електрифікована лінія Дилль-штреків, за якою з годинним інтервалом курсують Майн-Зіг-Експрес (RE99) і Зіг-Дилль-Бан (RB95) (до Ділленбург).
- двоколійна електрифікована лінія Зігштреке, по якій з годинним інтервалом курсують Рейн-Зіг-Експрес (RE9) і Зіг-Дилль-Бан (RB95) (до Ау (Зіг)).

C 2009 року Зіген включився в мережу шляхів міжнародного сполучення EuroCity. тепер звідси вирушають поїзди до Клагенфурта та Загреба.
Загалом на території Зігена знаходяться 5 пасажирських залізничних станцій: Зіген, Зіген-Вайденау, Зіген-Гайсвайд, Айзерфельд (Зіг) і Нідершельден Норд.

#### Автобусний транспорт
18 Березня 1895 року Нетфенське Омнібусне Товариство запустило першу в світі автобусну лінію.
Автобусна мережа Зігена складається з 8 типів маршрутів:
| Вид маршруту         | Курсує                           | Особливість                                                                                    |
| -------------------- | -------------------------------- | ---------------------------------------------------------------------------------------------- |
| Міський маршрут      | По місту                         | Курсує лише по місту                                                                           |
| Локальний маршрут    | Між містом та передмістями       | -                                                                                              |
| Регіональний маршрут | Між містом та сусідніми комунами | Пов'язує як мінімум два міста/громади                                                          |
| Експрес-маршрут      | Між Зіген та сусідніми містами   | Зупиняється не на всіх зупинках                                                                |
| Міні-автобус         | По місту/передмістю              | Курсує по непопулярних маршрутах                                                               |
| Автобус-Таксі        | скрізь                           | Вирушає лише за попередньою заявкою, у періоди низького попиту                                 |
| Нічний маршрут       | Між Зіген та сусідніми містами   | Курсує лише в ніч з п'ятниці на суботу та з суботи на неділю                                   |
| Маршрут «Магольвес»  | Зіген — Ляймбахштадіон           | Курсує в дні домашніх матчів Шпортфройнде Зіген від Центрального Автовокзалу Зіген до стадіону |

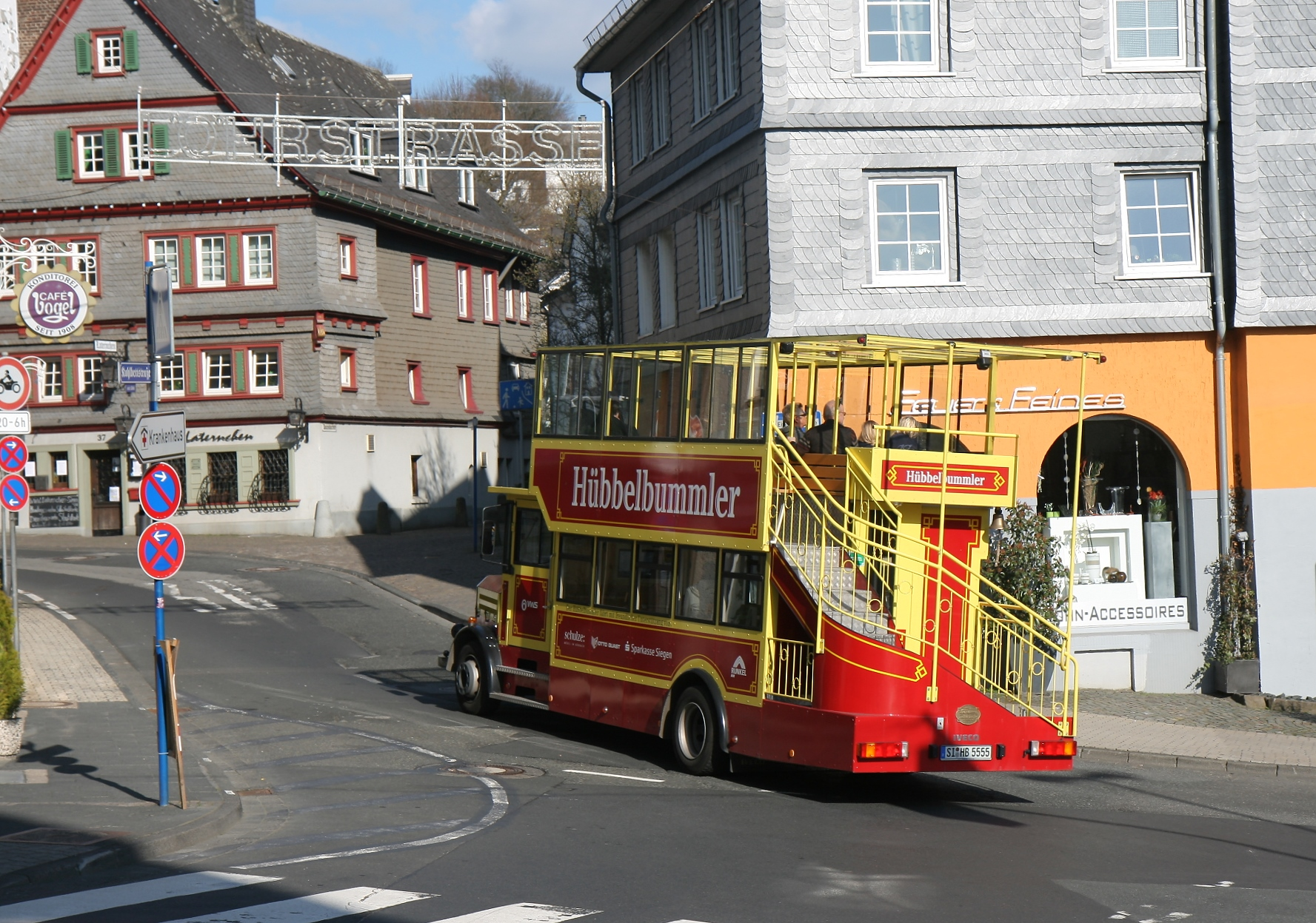
Хюббельбуммлер

З жовтня 2006 року на додаток до регулярних міським та локальним маршрутами був запущений так званий Хюббельбуммлер — маршрут від Центрального Автовокзалу до Верхнього міста. Єдиний автобус на цьому маршруті — жовто-червоний двоповерховий автобус в ностальгічному стилі. Квиток на Хюббельбуммлер дозволяє перервати маршрут та продовжити його пізніше. Звичайні квитки Транспортного Союзу Південної Вестфалії в цьому автобусі недійсні.
Для всього громадського транспорту діє єдиний тариф Транспортного Союзу Південної Вестфалії та тариф Північного Рейн-Вестфалії при переміщеннях між регіонами. Керівництво маршрутами здійснює Транспортний Союз Південної Вестфалії та Вестфаленбус ГмбХ, Зігенський представництво Дойче Бан Регіо Нордрайн-Вестфален ГмбХ.

#### Автомобільний транспорт

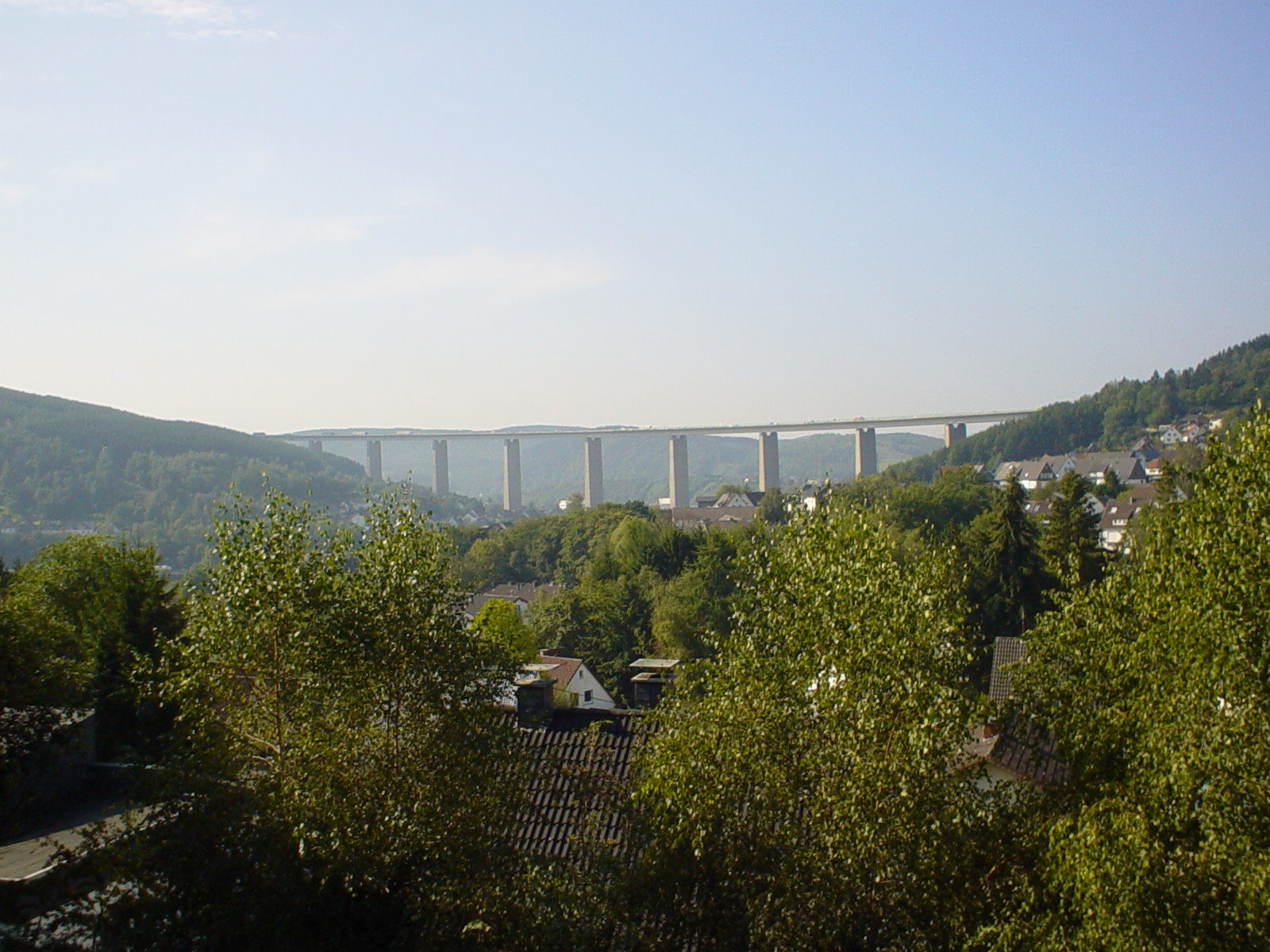
Міст Зігтальбрюкке

Зіген має виїзди на автобани А45 (Е40/Е41) Дортмунд — Ашаффенбург і А4 (Е40) Ахен — Герліц, а також на федеральні траси В54 (від Гронау до Вісбадена) і В62 (від Рота (Хам-Зіг) до Целла-Меліс. Автобан А45 проходить по одному з найвищих мостів Німеччини — Зігтальбрюкке. Його висота становить 96 метрів, довжина — 1050 метрів.
Через місто проходить федеральна траса Хюттентальштрассе (B54/B62), що служить міським автобаном та частково проходить над містом по естакадах.
У період 2001–2006 рр. автобан А4 між виїздом AS28 на Венден та Кройцталь був перебудований. У районі Кройцталь Кромбі автобан переходить у федеральну трасу B54 Хюттельтальштрассе. Остання черга будівництва була здана в експлуатацію 1 грудня 2006 р. На ділянці завдовжки 12 км були побудовані 8 мостів і 10 шляхопроводів та тунелів.

#### Велосипедний транспорт
Через Зіген проходить Європейський Туристичний Маршрут Е1, провідний з центральної Швеції в італійську Умбрію. Крім того, Зіген примикає до Мережі велосипедного транспорту Північного Рейн-Вестфалії. В іншому ж, у місті майже не трапляються велосипедні доріжки. Місцями велосипедистам дозволено користуватися смугами, виділеними для автобусів. Транспортне планування як всередині міста, так і за його межами концентрується головним чином на розвитку автомобільного транспорту. З цієї причини, а також через здебільшого гірського міського ландшафту з великою кількістю підйомів та спусків, роль велосипедного транспорту в Зігені незначна.

#### Авіатранспорт
На півдні округу, у громаді Бурбах знаходиться Зігерландський аеропорт.

### Засоби масової інформації

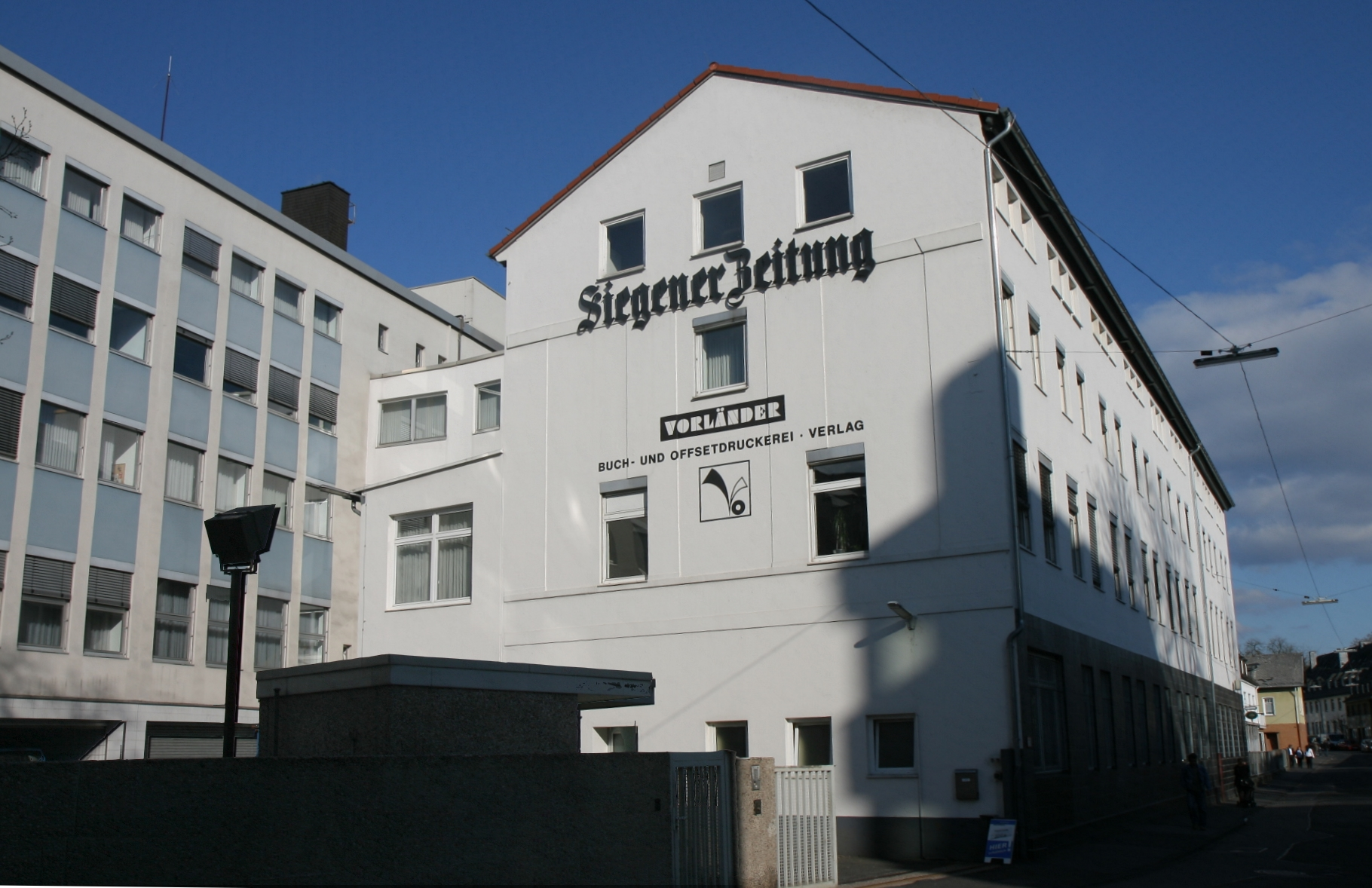
Будівля редакції Зігенір Цайтунг

Порівняно багатий медійний ландшафт Зігена представлений трьома щоденними газетами, студією Західнонімецького радіо, а також місцевою радіостанцією «Радіо Зіген». Західнонімецьке радіо містить тут студію, обладнану за останнім словом техніки. Студія веде телевізійні, відеотекстові, інтернет-та радіотрансляції з південно-вестфальських округів. До таких трансляціях відноситься програма «Місцевий час Південній Вестфалії» та додаток до новинній програмі «Поточний час» «Телевізійне вікно до Південної Вестфалию», що виходить по буднях. Крім того, Західнонімецьке радіо управляє передавальною станцією для УКХ-радіо та телебачення на горі Гірсберг.

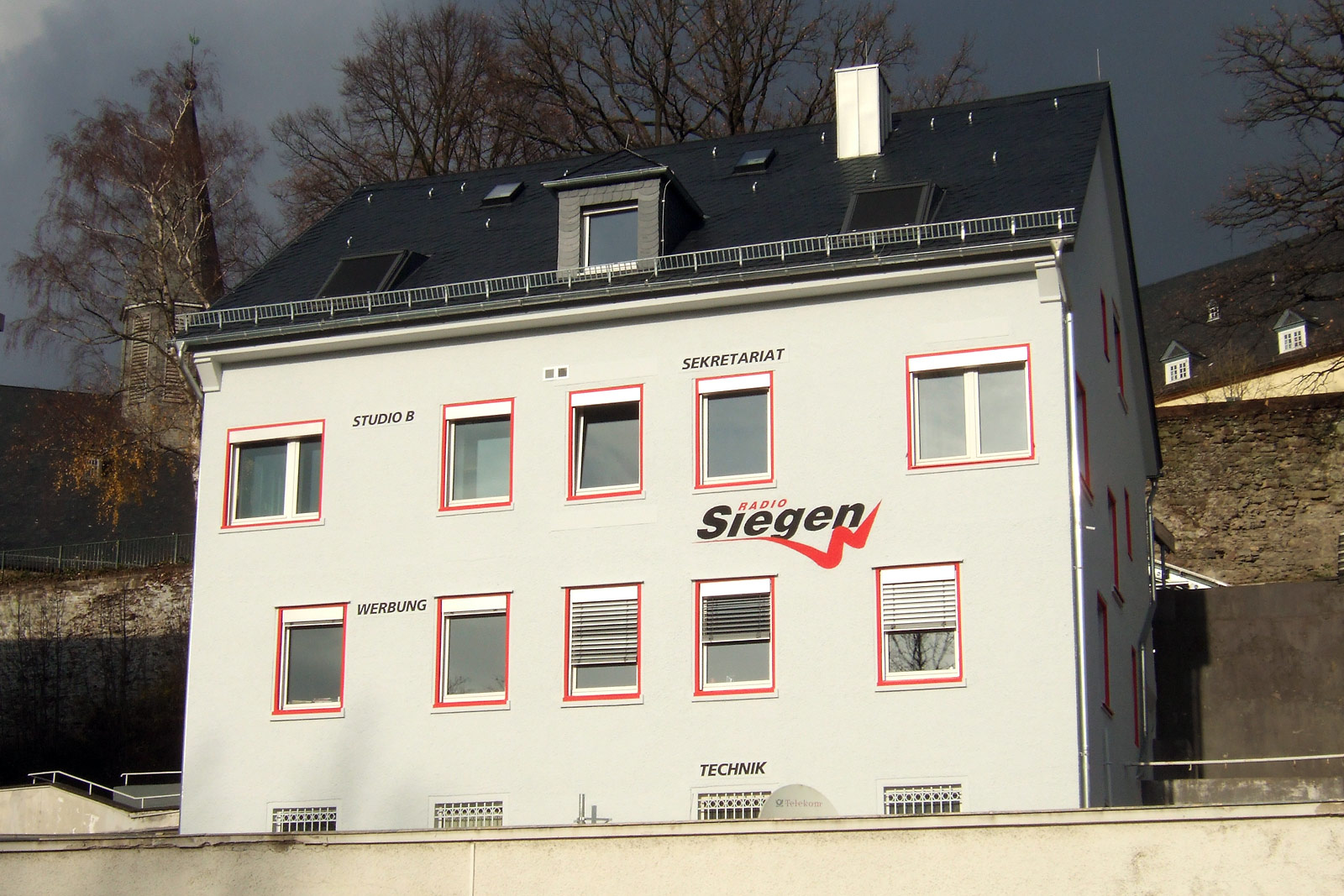
Студія Радіо Зіген

У Зігені виходять такі щоденні газети: Зігенір Цайтунг, Вестфеліше Рундшау та Вестфаленпост. У кожної газети є локальні та регіональні видання. До 2000 року Зігенір Цайтунг, що має найбільший тираж в окрузі Зіген-Вітгенштейн, була однією з небагатьох газет в Німеччині, що виходять у другій половині дня. Редакції міжрегіональних газет Вестфеліше Рундшау та Вестфаленпост розташовуються в Дортмунді та Хагені відповідно. Обидві газети належать медійній групі WAZ з Ессена. З кінця 2009 р. вони виходять із загальною редакційною колонкою для Зігерланда.
З червня 1990 року в окрузі Зіген-Вітгенштейн віщає локальна радіостанція «Радіо Зіген», у співпраці з «Радіо Північного Рейн-Вестфалії». Це — одна з 45 діючих у федеральній землі локальних радіостанцій. З організаційної точки зору, відповідно до Земельного законом про ЗМІ та Земельним законом про радіомовлення, «Радіо Зіген» складається з двох стовпів: суспільно-правова редакційна програма та виробниче об'єднання, відповідальне за економічне та технічне керівництво радіостанцією.

### Адміністративні установи

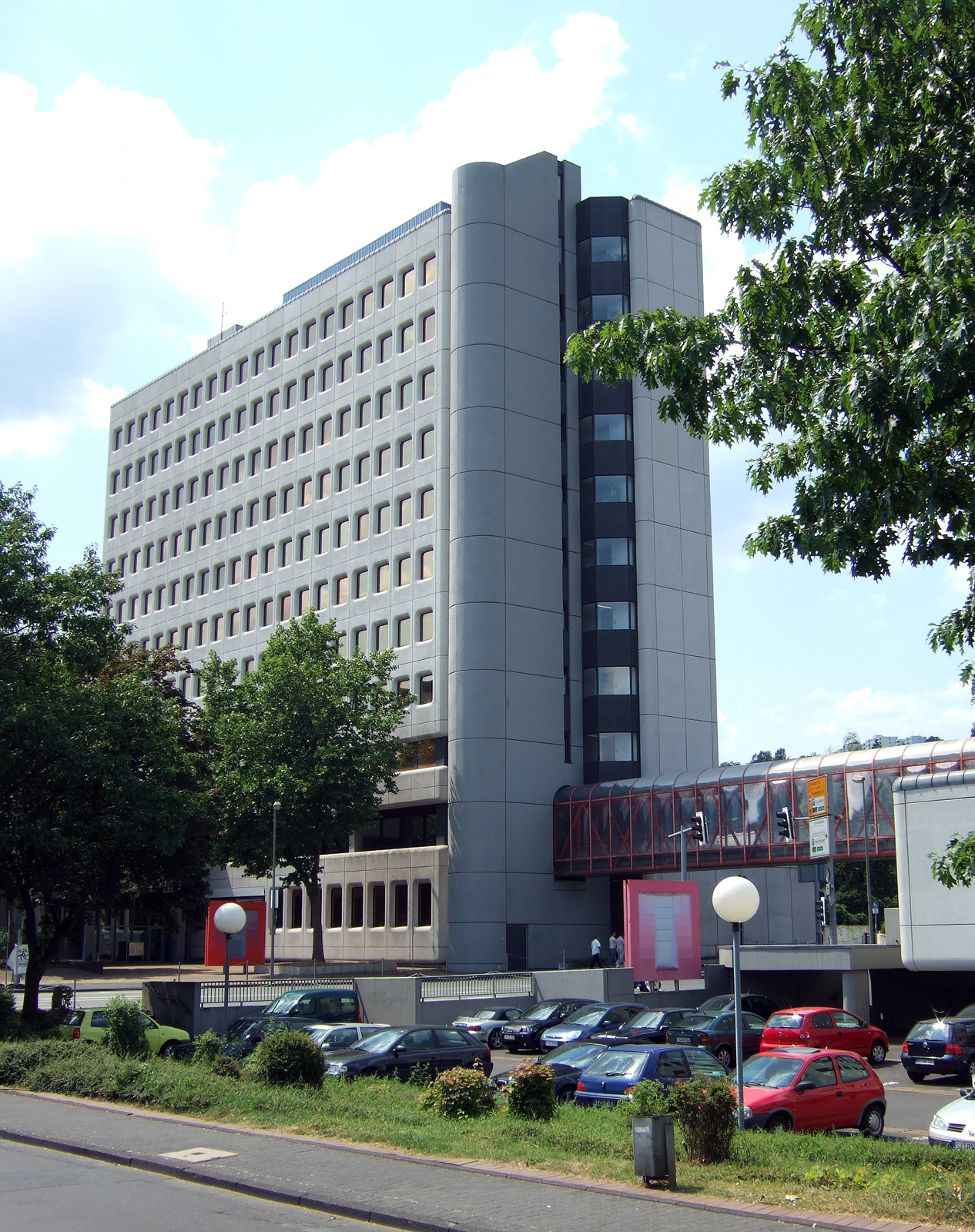
Будинок Юстиції, Зіген

У Зігені розташовується районний військкомат, районна адміністрація Зіген-Вітгенштейн та Торгово-промислова палата районів Зіген-Вітгенштейн та Ольпе.
Також у Зігені розташоване районний суд першої та другої інстанції, а також робочий суд Зігена, що робить місто важливим регіональним судових центром.

### Освіта

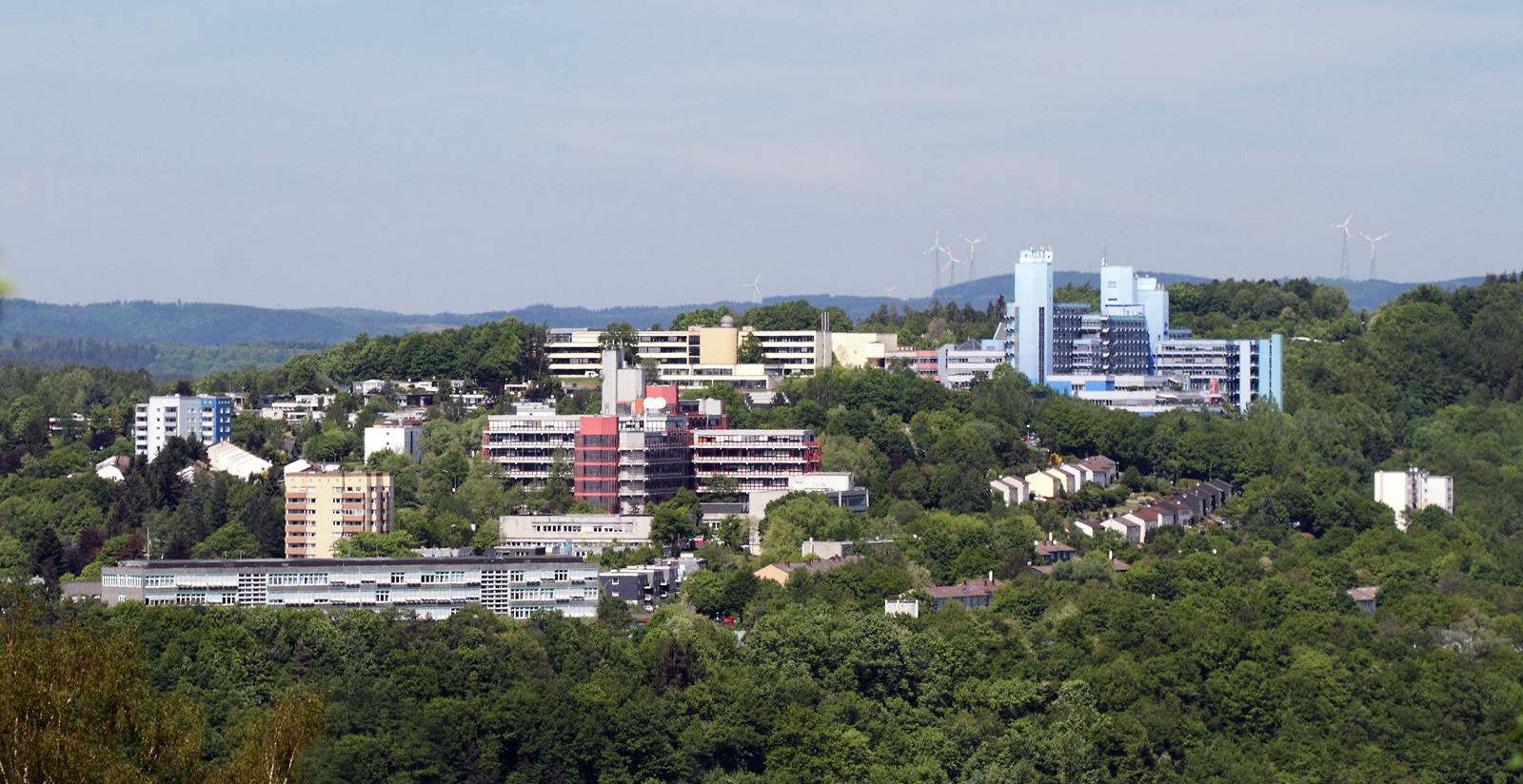
Будинки Зігенський Університету

У період 1594—1600 рр. і 1606—1609 рр. в Зігені діяла Нассауська Висока Школа — Йоганнеа. Школу двічі переводили з Герборна до Зігена та розміщували в будівлях навколо Нижнього Замку. Найстаршою школою Зігена є Гімназія «Ам Лертор», заснована 1536 року Еразмом Сарцеріусом як «Педагогіум». На її базі була створена Юнацька Гімназія на Оранієнштрассе. Найбільшою школою міста нині є Єдина школа ім. Берти фон Зутнер, яка налічує понад 1000 учнів.
У Зігені розташований Зігенський університет, заснований 1 серпня 1972 року як Об'єднаний інститут Зігена. Окрім того у Зігені діє центр додаткової освіти Вищої школи економіки та менеджменту та Академія управління та економіки. Також у Зігені є різні загальноосвітні та професійні школи (коледжі), Зігерландський коледж та Коледж підвищення кваліфікації для отримання загальної середньої та професійної освіти.

## Уродженці
- Германн Буш (1897—1975) — німецький віолончеліст.
- Генріх Гонтерман (1896—1917) — німецький льотчик-винищувач, один з найкращих асів Першої світової війни.

## В астрономії
На честь міста названий астероїд (386) Зігена, відкритий 1894 року.